# Використання психіатрії в політичних цілях в СРСР
Використання психіатрії в політичних цілях в СРСР — практика боротьби радянської влади з дисидентами та правозахисниками, яка полягала у зловживанні психіатричним діагнозом, лікуванням і утримуванням в ізоляції. Винесення психіатричного діагнозу дозволяло владі уникати гласного судового процесу над інакодумцями шляхом відправлення їх у психіатричні лікарні без суду й на невизначений строк. Крім того, оголошення незгодних психічно хворими дозволяло владі ігнорувати питання про політичних в'язнів.
За визначенням психіатра, президента Асоціації психіатрів України, колишнього дисидента й політв'язня Семена Глузмана, зловживанням психіатрією, зокрема в політичних цілях, є ще й навмисна екскульпація (визнання неосудними) громадян, які за своїм психічним станом не потребують ані психіатричних заходів обмеження, ані психіатричного лікування. За визначенням всесвітньої організації «Глобальна ініціатива у психіатрії», під використанням психіатрії в політичних цілях розуміється зловживання психіатричним діагнозом, лікуванням і утримуванням в ізоляції з метою обмеження фундаментальних прав людини для певних осіб або груп у суспільстві.
В СРСР траплялися систематичні зловживання психіатрією в політичних цілях. Протягом XIX століття в Росії відзначені лише поодинокі випадки використання психіатрії в політичних цілях, поодинокими такі випадки були також у перші роки існування радянської держави. Набагато частішого характеру політичні зловживання психіатрією набули у 30–50-х роках XX століття, та лише в 1960-х роках психіатрія стала одним із головних інструментів репресій в СРСР.
Психіатрія брежнєвського періоду використовувалася як знаряддя для усунення політичних опонентів (дисидентів) — людей, які відкрито висловлювали погляди, що суперечили офіційно декларованим догмам. Політичні зловживання психіатрією в СРСР були засуджені світовою психіатричною спільнотою:330, що призвело до виходу Всесоюзного наукового товариства невропатологів і психіатрів з Всесвітньої психіатричної асоціації в 1983 році.
Систематичне використання психіатрії в політичних цілях в СРСР припинилося в кінці 1980-х років, і на початку XXI століття в Росії та інших колишніх радянських республіках відзначаються лише окремі випадки такого роду.

## Передісторія. 1920–50-ті роки
Протягом перших років існування СРСР було кілька поодиноких спроб використовувати психіатрію в політичних цілях. Найпримітнішим випадком такого роду став випадок одної з лідерів Партії лівих соціалістів-революціонерів Марії Спірідонової, поміщеної до Пречистенської психіатричної лікарні за наказом Дзержинського 1921 року.

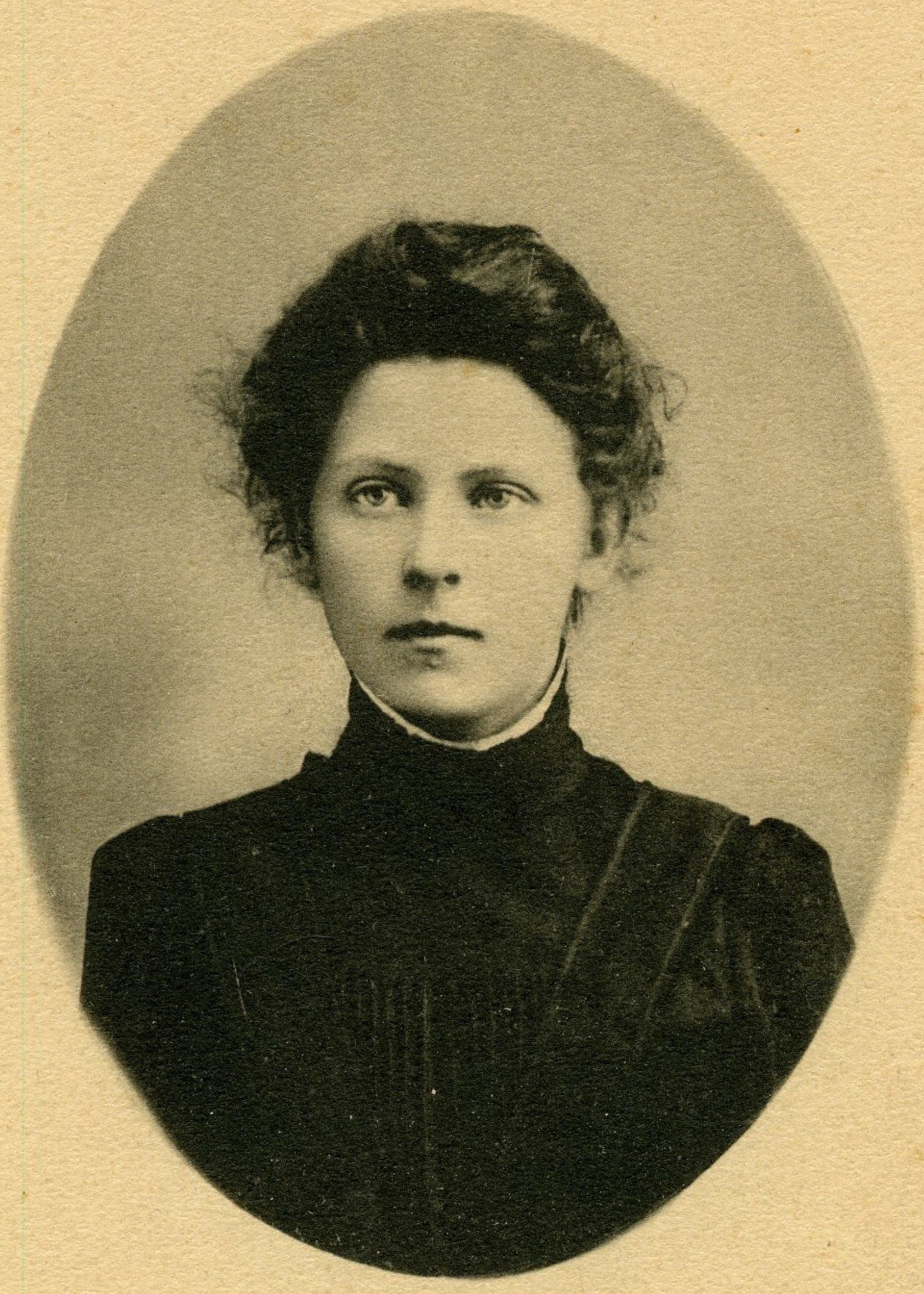
Марія Спиридонова, революціонерка, одна з керівниць партії лівих есерів

Політичні зловживання психіатрією почастішали в 1930-х роках. У політичних цілях використовувалася перша тюремна (спеціальна) лікарня в СРСР — Казанська тюремна психіатрична лікарня НКВС СРСР. За деякими даними, у ній містилося як безліч осіб, що страждали на психічні розлади, так і багато людей без психічних порушень. Існувало ще декілька тюремних психіатричних лікарень у 1940–50-ті роки, до яких належали, зокрема, створена в 1951 році в будівлі колишньої жіночої в'язниці (поруч зі знаменитими «Хрестами») Ленінградська ТПЛ; тюремно-психіатричне відділення Бутирської в'язниці; тюремно-психіатрична лікарня в районі міста Томська..
У тюремних психіатричних лікарнях у сталінські часи й перші післясталінські роки перебували, зокрема, поміщені туди з політичних причин О. Г. Гойхбарг, перший президент Естонії Костянтин Пятс, відомий партійний працівник С. П. Писарев, генерал КДБ СССР Павло Судоплатов (який брав участь у репресіях у сталінські часи і в середині 1950-х років симулював психічне захворювання, щоб уникнути відповідальності), двоюрідний брат першого секретаря Ізраїльської комуністичної партії Мікуніс, колишній начальник штабу ВМС адмірал Л. М. Галлер, знаменитий радянський інженер і авіаконструктор А. М. Туполєв.
У 1955 році С. П. Писарев, який піддався репресіям за критику КДБ у зв'язку з так званою справою лікарів, почав після свого звільнення кампанію проти політичних зловживань психіатрією. Він домігся призначення спеціальної комісії ЦК Компартії, яка прийшла до висновку, що зловживання дійсно відбувалися, і підтвердила висловлені Писаревим звинувачення у визначенні помилкових діагнозів, яке призвело до того, що психічно здорові люди піддавалися ізоляції в тюремних психіатричних лікарнях. Унаслідок сотні здорових людей були випущені з лікарень, а винуватці їхніх діагнозів були відсторонені від справ. Однак згодом відсторонені комісією лікарі та адміністратори повернулися на свої місця, учасники комісії — видалені під різними приводами з апарату ЦК. Практика госпіталізації інакодумців, які не страждали на психічні захворювання, тривала.

## Основний період. 1960–80-ті роки

### Юридична ситуація
У жовтні 1960 року Верховна Рада РРФСР прийняла Кримінальний кодекс РРФСР, який замінив собою Кримінальний кодекс 1926 р. Для засудження дисидентів використовувалося понад 40 статей КК РРФСР, до того ж у республіканських КК змінювався лише номер статті, але зміст був ідентичним. «Найвживанішою» статтею, за якою проходили дисиденти, у КК РРФСР 1960 року була стаття 70 КК «Антирадянська агітація і пропаганда».
Стаття КК 64 «Зрада Батьківщині», що містила згадування про «втечу за кордон або відмову повернутися з-за кордону в СРСР», дозволяла піддати репресіям, зокрема, тих, хто намагався емігрувати за кордон. Завдяки статті 72 «Організаційна діяльність, спрямована на вчинення особливо небезпечних державних злочинів, а так само участь в антирадянській організації» в ув'язненні опинялися члени організацій (у тому числі соціалістичних і комуністичних), створених не за вказівкою влади, а з ініціативи пересічних громадян. Особи, засуджені за статтями 70, 64 й 72, нерідко опинялися у психіатричних лікарнях.
У 1966 році був виданий Указ Президії Верховної Ради РРФСР «Про внесення доповнення до Кримінального Кодексу РРФСР», що доповнював низку статей, які використовувалися для засудження дисидентів, статтями 190.1, 190.2, 190.3 такого змісту: стаття 190.1 — «Поширення завідомо неправдивих вигадувань, що ганьблять радянський державний і суспільний лад»;
стаття 190.2 — «Наруга над Державним гербом або прапором»;
стаття 190.3 — «Організація або активна участь у групових діях, що порушують громадський порядок».
У Кримінальному кодексі РРФСР існувала (проте в 1960-ті роки була вилучена з кодексу) стаття 148, згідно з якою «поміщення до лікарні для душевнохворих завідомо здорової людини з корисливих або особистих цілей» мало каратися позбавленням волі на строк до трьох років.
Як зазначає історик-архівіст, консультант Комісії з реабілітації жертв політичних репресій при Президентові РФ А. Прокопенко, оголошення неугодних людей неосудними дозволяло без привернення уваги світової громадськості й пов'язаного з цим шуму ізолювати їх у психіатричних лікарнях. До того ж можна було заявляти, що в СРСР сповідається найліберальніша концепція права, оскільки правопорушник у подібних випадках розглядається скоріше як хворий, якого слід лікувати, ніж як злочинець, який підлягає кримінальному покаранню.
Окрім політичних статей, до інакодумців, зокрема тих, які поміщалися до психіатричних лікарень, часом застосовувалися і кримінальні статті — наприклад, стаття 209 «Систематичне заняття бродяжництвом або жебрацтвом»; звинувачення в «хуліганстві», «паразитизмі», «участі в незаконній торгівлі». Використання кримінальних статей було ще одним способом уникнути широкого громадського резонансу, який в низці випадків отримували політичні справи.
Примусові заходи медичного характеру (поміщення осіб, звинувачених за кримінальними й політичними статтями та визнаних неосудними, до психіатричних лікарень) в РРФСР офіційно регулювалися статтями 11, 58-61 Кримінального кодексу 1960 року, статтями 403—413 Кримінально-процесуального кодексу й підзаконними нормативними актами (інструкціями). У статті 58 КК РРФСР зазначалося:
|  | «До осіб, які вчинили суспільно небезпечні діяння у стані неосудності або вчинили такі діяння у стані осудності, але захворіли до винесення вироку або під час відбування покарання на душевну хворобу, що позбавляє їх можливості усвідомлювати свої дії або керувати ними, судом можуть бути застосовані такі примусові заходи медичного характеру: 1. поміщення в психіатричну лікарню загального типу; 2. поміщення в психіатричну лікарню спеціального типу» |

Існував і інший варіант розвитку подій — госпіталізація без порушення кримінальної справи, у межах медичних нормативних положень. У 1961 році набула чинності «Інструкція з невідкладної госпіталізації психічно хворих, які становлять суспільну небезпеку», затверджена МОЗ СРСР (від 10 жовтня 1961 року 04-14/32). Вона фактично легітимувала позасудове позбавлення волі й насильство над здоров'ям людей через владне свавілля й застосовувалася в тих випадках, коли будь-які законні підстави для арешту були відсутні або ж коли влада прагнула уникнути судового процесу, який міг би привернути увагу громадськості. Надалі ця інструкція перевидавалася (для внутрішньовідомчого користування) з незначними змінами.
Людина, госпіталізована відповідно до «Інструкції з невідкладної госпіталізації…», могла перебувати у психіатричному стаціонарі як завгодно довго. В інструкції було відсутнє право людини, яка госпіталізується, на захист, користування послугами адвоката і періодичний перегляд рішень про недобровільну госпіталізацію.

### Розширення мережі психіатричних лікарень
У радянській психіатрії переважала така тенденція, як посилене будівництво все більшої кількості психіатричних лікарень. У 1935 році на території СРСР функціонувало 102 психіатричні лікарні і 33 772 койко-місця; до 1955-го — близько 200 психіатричних лікарень, які мали 116 тисяч ліжок. З 1962 року по 1974-й кількість койко-місць зросла з 222 600 до 390 тисяч.
29 квітня 1969 року Ю. В. Андропов направив до ЦК партії проєкт плану розширення мережі психіатричних лікарень і пропозиції щодо вдосконалення використання психлікарень для захисту інтересів радянської держави і суспільного ладу. Крім того, приймалися й відповідні закриті постанови ЦК партії й Ради Міністрів.
Спеціальні (тюремні) психіатричні лікарні (скорочено — СПЛ, ТПЛ) були створені в 1930-х роках з ініціативи А. Вишинського. З початку 1960-х рр. створюється широка й постійно зростаюча мережа тюремних психіатричних лікарень. . Динаміка їхнього будівництва в 1960-ті роки виглядала таким чином:
- 1961 рік — Сичовська ТПЛ (Смоленська область)[19];
- 1964 рік — Благовіщенська ТПЛ (Амурська область)[19];
- 1965 рік — Черняхівська ТПЛ (Калінінградська область) і Костромська ТПЛ (Костромська область)[19];
- 1966 рік — Мінська СПЛ[28];
- 1968 рік — Дніпропетровська СПЛ[28];
- 1970 рік — Орловська СПЛ[28].

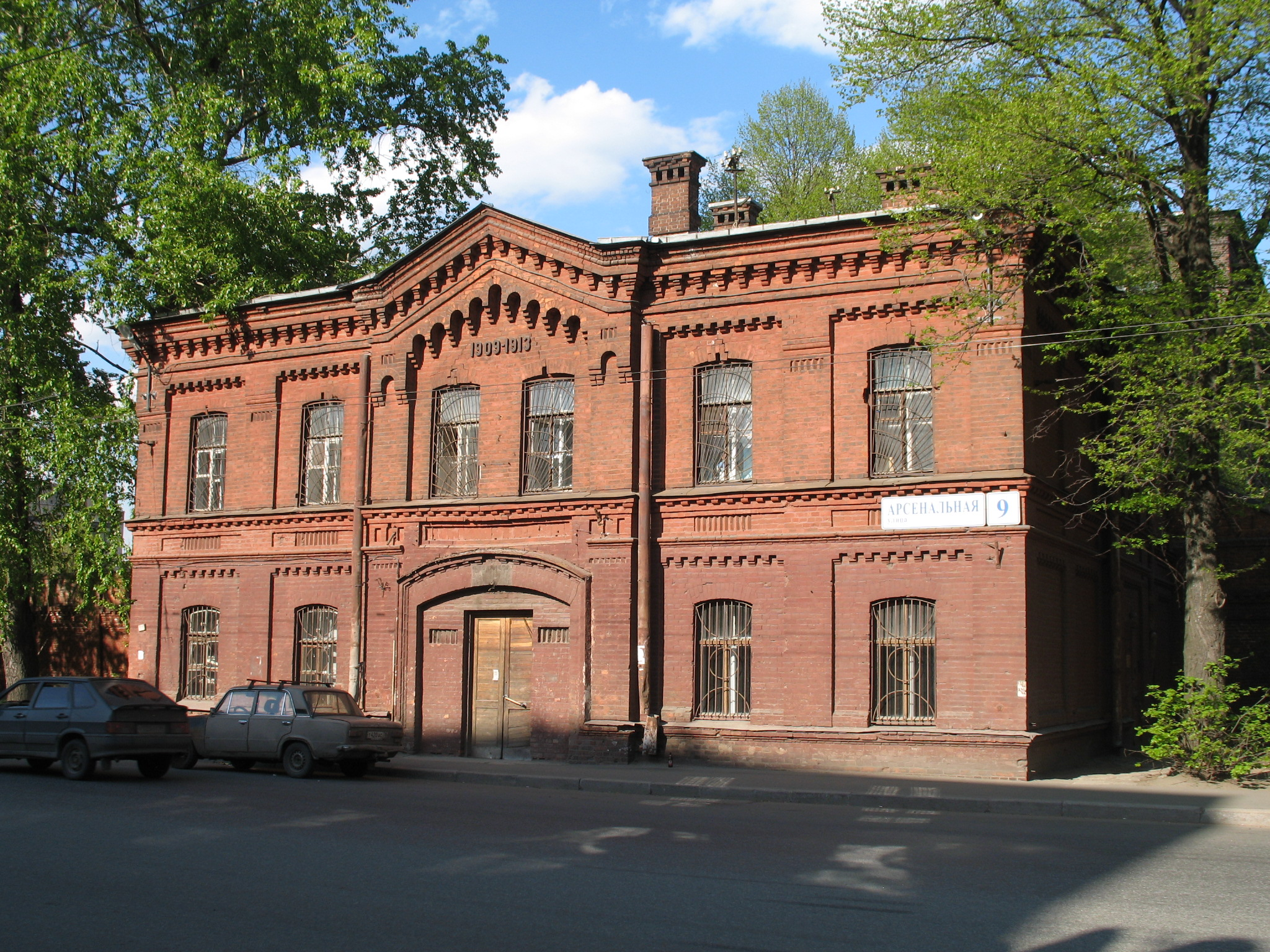
Санкт-Петербурзьку (колишня Ленінградська) психіатрична лікарня спеціалізованого типу з інтенсивним наглядом

Також проводилося розширення площ лікарень, у зв'язку з чим збільшувався рівень їхнього заповнення. Наприклад, у 1956 році в Казанській і Ленінградській ТПЛ був відзначений найнижчий рівень заповнення — відповідно 324 і 384 хворих, а до 1970 року він зріс більш ніж у 2 рази: 752 хворих у Казанській і 853 в Ленінградській. Загальна кількість людей, які перебували на лікуванні в психіатричних лікарнях спеціального типу МВС СРСР у 1968 році, за архівними даними, становила 2465 осіб, а до кінця 1979 року вона виросла більш ніж у 2,5 раза і склала 6308 осіб. У 1986 році тільки в шести найбільших спеціальних психіатричних лікарнях МВС СРСР — Казанській, Ленінградській, Орловській, Сичовській, Черняхівській, Благовіщенській — знаходилося в ув'язненні 5329 людей.
За словами доктора історичних наук Л. О. Корольової, до середини 1980-х рр. було відомо про існування 11 психлікарень спеціального типу, до числа яких входили Дніпропетровська, Казанська, Ленінградська, Мінська, Орловська, Сичовська, Черняхівська, два «спецсанаторії» в Київській та Полтавській областях та ін. Однак Жак Россі у книзі «Довідник з ГУЛАГу» згадує, що до кінця 1970-х рр. у СРСР було вже близько сотні «психотюрем»; крім власне «психотюрем», у багатьох лікарнях Міністерства охорони здоров'я були камери в розпорядженні органів держбезпеки або внутрішніх справ.
Доктор історичних наук Г. Чернявський пише, що найвідомішими серед «психотюрем і в'язниць із психвідділеннями» були лікарня при Інституті ім. Сербського, Новослободська й Бутирська в'язниці, в'язниця «Матроська тиша» (усі в Москві й під Москвою), психіатрична лікарня в місті Білі Стовпи Московської області, психвідділення в'язниці «Хрести» й лікарня ім. І. І. Скворцова-Степанова в Ленінграді, лікарні й в'язниці в Дніпропетровську, Казані, Калініні, Черняховську, Алма-Аті, Ташкенті, Великих Луках, Запоріжжі, Челябінську, Кишиневі, Мінську, Орлі, Полтаві, Києві (Дарниця), Ризі та інших місцях.
Психіатричні лікарні спеціального типу були установами закритого типу і перебували у віданні МВС СРСР — юридично й фактично безконтрольні з боку лікарської спільноти загалом. Фактично ж усі СПЛ були в підпорядкуванні 5-го управління Комітету держбезпеки, і тому всі санкції стосовно ув'язнених для «вилікування» дисидентів застосовувалися з відома комітетчиків.

### Діагнози
Аналіз конкретних випадків психіатричного репресування інакодумців свідчить про те, що діагностичними «масками», використовуваними в репресивних цілях, найчастіше були «сутяжно-паранояльний розвиток особистості» та «повільноплинна шизофренія». Решта діагнозів (зокрема, параноїдна шизофренія: в окремих випадках цей діагноз ставився інакодумцям, які ніколи не виказували психотичної симптоматики і згодом були визнані психічно здоровими) дисидентам майже не виставлялися. Особливо часто для обґрунтування неосудності дисидентів використовували діагноз повільноплинної (малопрогредієнтної) шизофренії:18.
Повільноплинна шизофренія
Часто висловлюється думка, що саме розширювальні діагностичні критерії повільноплинної шизофренії, які поширювалися А. В. Снєжневським та іншими представниками московської школи, зумовили використання цього діагнозу в репресивних цілях:259.
Російський психіатр Микола Пуховський називає концепцію м'якої (мляво, повільно і непомітно протікаючої) шизофренії міфологізованою і вказує на те, що захоплення нею російських психіатрів збіглося з правовим дефіцитом, який дозволив державі використовувати цей діагноз з метою політичних репресій:259.
Відомий український психіатр та правозахисник, президент Асоціації психіатрів України Семен Глузман зазначає, що в 1960-ті роки різноманіття радянських психіатричних шкіл і напрямів змінилося диктатом школи академіка Снєжневського, що поступово став абсолютним: альтернативна діагностика переслідувалася. Цей фактор сприяв масовим зловживанням у психіатрії, частому використанню в судовій і позасудовій психіатричній практиці діагнозу «повільноплинна шизофренія» й поставленню його політичним інакодумцям. За словами української судової психіаторки, кандидата медичних наук Ади Коротенко, розпливчасті діагностичні критерії даної нозологічної одиниці, відсутність стандартів діагностики і існування в СРСР власної класифікації форм шизофренії дозволяли укладати в межі хвороби індивідуальні особистісні прояви та визнавати душевнохворими практично здорових людей:18,46.
Відомий петербурзький лікар-психіатр, доктор медичних наук, професор Юрій Нуллер зазначає, що концепція школи Снєжневського призвела до надмірного розширення діагностики повільноплинної шизофренії й тої шкоди, яку воно принесло. Ю. Л. Нуллер додає, що в межах концепції повільноплинної шизофренії будь-яке відхилення від норми (за оцінкою лікаря) можна розглядати як шизофренію, з усіма наслідками для обстежуваного, що з цього випливали. Це створює широку можливість для вільних і мимовільних зловживань психіатрією. Однак ні А. В. Снєжневский, ні його послідовники, як стверджує Нуллер, не знайшли в собі цивільної й наукової мужності переглянути свою концепцію, що явно зайшла у глухий кут.
Американський психіатр Волтер Райх зазначив, що у зв'язку з характером політичного життя в Радянському Союзі й соціальних стереотипів, сформованих цим життям, нонконформістська поведінка там дійсно здається дивною та що у зв'язку з характером діагностичної системи Снєжневського ця дивина в деяких випадках стала кваліфікуватися як шизофренія. На думку Райха, у багатьох і, можливо, у більшості випадків, коли ставився такий діагноз, не тільки КДБ та інші відповідальні особи, а й самі психіатри дійсно вважали, що дисиденти хворі.
Серед ключових фігур, які очолювали використання психіатрії з метою придушення вільнодумства в Радянському Союзі, відомий австралійський психіатр С. Блох і американський політолог П. Реддауей називають Г. В. Морозова, Д. Р. Лунца й А. В. Снєжневського:219, відзначаючи, що Снєжневский запровадив нове тлумачення хвороби, яке дало можливість розглядати ідеологічне інакомислення як симптом тяжкого психічного розладу:220. С. Блох і П. Реддауей згадують, що прихильники інших напрямів у радянській психіатрії (переважно представники київської та ленінградської шкіл) тривалий час рішуче виступали проти концепції Снєжневського і пов'язаної з цією концепцією гіпердіагностики шизофренії; впродовж 1950–60-х років представники ленінградської школи психіатрії відмовлялися визнавати шизофреніками дисидентів, яким був поставлений діагноз повільноплинної шизофренії в Москві.
Французький історик психіатрії Ж. Гаррабе зазначає, що критеріям шизофренії, прийнятим на Заході, цей діагноз не відповідав: пацієнти, яким був поставлений діагноз «повільноплинна шизофренія» представниками московської школи психіатрії, не розглядалися як шизофреніки психіатрами в західних країнах на підставі прийнятих там діагностичних критеріїв, незабаром офіційно закріплених в МКХ-9.
Діагноз застосовувався у випадках, коли обвинувачені заперечували вину, не співпрацювали зі слідством і було незручно засуджувати правозахисників до тюремного ув'язнення.
В. Буковський і С. Глузман наводять слова професора Тимофєєва, який писав, що інакомислення може бути обумовленим хворобою мозку, коли патологічний процес розвивається дуже повільно, м'яко, а інші його ознаки до певного часу, іноді до скоєння кримінального вчинку, залишаються непомітними.
Згідно з радянськими правилами, «усі хворі на шизофренію повинні перебувати на обліку в психоневрологічному диспансері». Отже, хоча повільноплинна шизофренія є неважким розладом, особи, які отримали цей діагноз, піддавалися постановці на облік у ПНД. Далі: «невідкладної госпіталізації відповідно до спеціальної інструкції Міністерства охорони здоров'я СРСР потребують хворі на шизофренію, які внаслідок особливостей клінічної картини (марення, імперативні галюцинації, збудження різного типу, гебоїдний стан з асоціальною поведінкою, депресії з суїцидальними тенденціями та ін.) становлять соціальну небезпеку для оточуючих або самих себе».. Тому, якщо психіатр трактував якусь суспільно-політичну самодіяльність як прояв марення або «гебоїдного стану з асоціальною поведінкою», таке трактування могло автоматично спричинити недобровільну госпіталізацію.
Сутяжно-паранояльний розвиток особистості
Сутяжно-паранояльний розвиток особистості радянськими психіатрами виділявся як один із різновидів патологічного розвитку психопатичної особистості й передбачав виникнення після реальних психічних травм (зокрема, конфліктних ситуацій) паранояльних реакцій, з яких, як стверджувалося, згодом формується струнка система марення: домінуюча ідея змінюється надцінною і врешті — маячною. С. Глузман та В. Буковський зазначали, що сутяжно-паранояльний розвиток особистості виявився вельми зручним діагнозом для психіатричного репресування інакодумців: ті чи інші прояви нонконформістського мислення й поведінки (наприклад, невдоволення «звільненням» людини від займаної посади після підписання нею «заяви протесту»; судження про окупацію Чехословаччини або про відсутність в СРСР демократичних свобод) легко могли бути діагностовані як «марення сутяжництва» або ж «марення реформаторства» у рамках паранояльного розвитку особистості.
Під поняттям «марення сутяжництва», як підкреслюють С. Глузман та В. Буковський, могло матися на увазі переконання інакодумця (яке нібито не відповідає дійсності), що особисті права індивіда порушуються, зневажаються; написання ним численних скарг і заяв з вимогою відновити «справедливість». Відомими судово-медичними експертами прямо висловлювалися твердження, що нібито ідеї боротьби за правду і справедливість найчастіше формуються саме в особистостей паранояльної структури, твердження, що судові засідання особами із сутяжно-паранояльним станом можуть використовуватися в ролі трибуни для промов і звернень тощо.
А. Коротенко згадує, що до людей, які мали паранояльний склад особистості, відносили, якщо слідувати думці А. В. Снєжневського, «фанатиків правди», переконаних у правоті своїх поглядів:46. За паранояльний розвиток трактувалися властиві дисидентам впевненість у своїй правоті, потреба у справедливості, загострене реагування на ситуацію, що принижує людську гідність:79.
За твердженням С. Глузмана, сам собою діагноз паранояльного розвитку особистості ще не означає необхідність визнання особи, якій інкримінується вчинення правопорушення, неосудною: в осіб, які вчинили загальнокримінальні делікти, діагностування цього розладу майже ніколи не призводило до екскульпації й подальшого примусового лікування. Згідно з офіційною статистикою Інституту судової психіатрії, осудними визнавали 95,5 % правопорушників, яким був поставлений цей діагноз. Однак поставлення діагнозу сутяжно-паранояльного розвитку дисидентам, як зазначає С. Глузман, майже завжди призводило до визнання їх неосудними. Аналогічно неосудними зазвичай визнавалися й дисиденти, яким була діагностована повільноплинна шизофренія, — незважаючи на слабку окресленість діагностичних критеріїв, які передбачали невиразність, стертість симптоматики, що не заважає успішній адаптації в соціумі, професійній та творчій реалізації.
Відомий психіатр В. Я. Гіндикін у книзі «Лексикон малої психіатрії» згадує, що несумлінне використання діагнозу «сутяжно-паранояльний розвиток особистості» у репресивних цілях під час епохи застою призвело до його дискредитації і, як наслідок, — до відмови від виділення цього діагнозу в рамках МКХ-10.
Ю. С. Савенко, відомий російський психіатр, президент Незалежної психіатричної асоціації, пише, що «найбільш злощасною помилкою радянської психіатрії» стало ігнорування критерію зрозумілості К. Ясперса і, як наслідок, — стирання межі між паранояльним розвитком особистості й паранояльним маренням — діагнозом, що часто виставлявся дисидентам.

### Жертви використання психіатрії в політичних цілях

#### Використання психіатрії проти окремих осіб
Посилення зловживань психіатрією почалося після 1968 року. 25 серпня 1968 року вісім радянських дисидентів (Костянтин Бабицький, Тетяна Баєва, Лариса Богораз, Наталія Горбаневська, Вадим Делоне, Володимир Дремлюга, Павло Литвинов і Віктор Файнберг) провели у Лобного місця на Красній площі сидячу демонстрацію, протестувавши проти введення до Чехословаччини військ СРСР і країн Варшавського договору. Війська були введені в ніч з 20 на 21 серпня 1968 року з метою зупинити в Чехословаччині суспільно-політичні реформи, що отримали назву Празької весни.
Судовий процес над учасниками демонстрації викликав великий суспільний резонанс в СРСР і за кордоном. У КДБ СРСР виникла складність: одному з учасників (В. Файнбергу) на допитах вибили всі передні зуби, і демонстрація його в суді була визнана небажаною. Вихід був знайдений у відправленні В. Файнберга до спеціальної психіатричної лікарні (таке рішення могло бути винесене судом без присутності підсудного й без права оскарження у вищому суді). Експертизу Файнберга проводила комісія Інституту ім. Сербського у складі Г. В. Морозова, Д. Р. Лунца і Л. Л. Ландау. У їх акті № 35/с від 10 жовтня 1968 року навмисно не згадувалося про введення військ до Чехословаччини, яке стало приводом для цієї демонстрації, вчинок Файнберга описувався лише як «порушення громадського порядку на Красній площі», а його психічний стан описувався таким чином:
|  | Із захопленням і великим охопленням висловлює ідеї реформаторства стосовно вчення класиків марксизму, виявляючи при цьому явно підвищену самооцінку і непохитність у своїй правоті. Водночас у його висловлюваннях про сім'ю, батьків і сина виявляється емоційне сплощення... У відділенні інституту при зовні впорядкованій поведінці можна відзначити безтурботність, байдужість до себе й оточуючих. Він зайнятий гімнастикою, обтиранням, читанням книг і вивченням літератури англійською мовою... Критика до свого стану і ситуації, що виникла, у нього явно недостатня. |

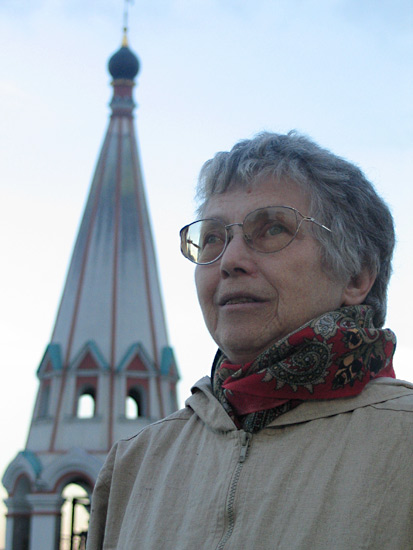
Наталія Горбаневська 2005 року

Унаслідок Файнберга визнали неосудним і направили до Ленінградської спецпсихлікарні, де він перебував 4 роки — з січня 1969-го по лютий 1973 року. Разом з Володимиром Борисовим тримав голодування в березні — червні 1971-го, протестувавши проти поміщення інакодумців до психіатричних лікарень і нестерпних умов утримання в них; після невиконання адміністрацією обіцянки поліпшити умови утримання в'язнів Борисов і Файнберг тримали голодування повторно — з грудня 1971-го по лютий 1972 року.
Наталія Горбаневська неодноразово піддавалася судово-психіатричній експертизі з політичних мотивів, двічі примусово направлялася до психіатричних лікарень. У вину їй ставили участь у демонстрації на Красній площі проти введення радянських військ до Чехословаччини, написання й розповсюдження листа про цю демонстрацію, участь у виданні «Хроніки поточних подій» та ін. За висновком професора Д. Р. Лунца, «не виключена можливість в'яло протікаючої шизофренії», «повинна бути визнана неосудною й поміщена на примусове лікування до психіатричної лікарні спеціального типу». Остаточний діагноз «повільноплинна шизофренія» був виставлений у 1970 році.
На прикладі експертизи, проведеної 6 квітня 1970 року стосовно Наталії Горбаневської, відомий французький психіатр Ж. Гаррабе робить висновок про низьку якість судово-медичних експертиз, що проводилися стосовно дисидентів: відсутність у клінічному описі змін мислення, емоцій і здатності до критики, характерних для шизофренії; відсутність хоч якогось встановленого експертизою зв'язку між дією, що спричинила звинувачення, і психічною хворобою, яка може її пояснити; вказівка у клінічному описі лише депресивної симптоматики, яка не потребує госпіталізації до психіатричної лікарні.
Іллю (Еліягу) Ріпса, який вчинив спробу самоспалення в знак протесту проти введення радянських військ до Чехословаччини і був звинувачений за статтею 65 КК Латвійської РСР, що відповідала ст. 70 КК РРФСР (антирадянська агітація і пропаганда), направили на примусове лікування у «психлікарні особливого типу» з тим самим діагнозом.
Як приклади можна навести ще багатьох. Цей діагноз намагалися поставити В. Буковському, але комісія, що складалася переважно із супротивників теорії повільноплинної шизофренії, внаслідок визнала його осудним. Також цей діагноз був поставлений В'ячеславу Ігрунову, який поширював «Архіпелаг ГУЛАГ», Леоніду Плющу, Валерії Новодворській.
Леонід Плющ у 1972 році був звинувачений за статтею 62 КК Української РСР в антирадянській агітації та пропаганді. Тричі проходив судово-психіатричну експертизу. За підсумками першої експертизи (проведеної в київському слідчому ізоляторі КДБ УРСР) його визнали психічно здоровим. Другу і третю експертизи проходив в Інституті ім. Сербського; друга і третя експертні комісії дійшли висновку про наявність у Плюща «психічного захворювання у формі шизофренії». Був поміщений до Дніпропетровської СПЛ, внаслідок застосування високих доз галоперидолу відчував украй болісні рухові порушення. Згодом відзначав важкі умови перебування у спецлікарні (побиття, зловживання ін'єкціями). За звільнення Л. Плюща боролися міжнародні організації, відомі російські правозахисники (А. Сахаров, Т. Ходорович, С. Ковальов та ін.). Після 4-річного перебування у психіатричній лікарні був виписаний і вивезений за кордон. Л. Плющ емігрував.:49—50,65—67

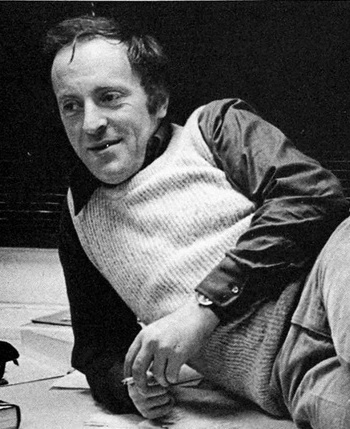
Йосип Бродський

Йосип Бродський у лютому — березні 1964 року після арешту проходив примусову судово-психіатричну експертизу на «Пряжці» (психіатрична лікарня № 2 в Ленінграді). Це було друге перебування поета у психіатричній лікарні: першого разу, ще до арешту, він добровільно ліг до Московської психіатричної лікарні імені П. П. Кащенко, оскільки він і його друзі вважали, що отримання довідки про психічну нестійкість Бродського знизить ризик переслідувань; проте лікарня вплинула на Бродського важко, і він попросив друзів домогтися його виписки. 18 лютого 1964 року суд постановив направити Бродського на примусову судово-психіатричну експертизу. У лікарні на «Пряжці» Бродський провів три тижні  та згодом зазначав: «…це був найгірший час у моєму житті». За спогадом Бродського, у психіатричній лікарні до нього застосовували «укрутку»: «Глибокої ночі будили, занурювали у крижану ванну, загортали в мокре простирадло й поміщали поруч із батареєю. Від жару батарей простирадло висихало і врізалася в тіло». У висновку експертизи зазначалося: «У наявності психопатичні риси характеру, але працездатний. Тому можуть бути застосовані заходи адміністративного порядку».
Олександр Єсенін-Вольпін, син Сергія Єсеніна, був 5 разів госпіталізований протягом 19 років (у 1950–60-ті роки) з політичних причин: написання віршів «антирадянського» характеру, подана заява про виїзну візу після того, як його запросили на наукову конференцію до США тощо. Про репресії, яким його піддали, згодом (у 1972 році) дав свідчення Правовому комітету Сенату США. У 1975-му відомий психіатр Сідней Блох провів неофіційне обстеження психічного стану Єсеніна-Вольпіна й не знайшов у нього ознак психічного захворювання як на момент обстеження, так і в минулому.
Відомий геофізик Микола Самсонов був заарештований у 1956 році після написання ним трактату «Думки вголос», де розглядалося питання про створення бюрократичної еліти та спотворення ленінських принципів. До вересня 1964 року перебував у Ленінградській тюремній психіатричній лікарні. За даними «Хроніки поточних подій», психіатри лікарні вважали Самсонова здоровим, проте радили йому визнати свій трактат плодом хворої уяви, що «свідчило б про його одужання». Лише у 1964 році, після того як йому почали вводити аміназин і стан його здоров'я погіршився, Самсонов підписав заяву, де стверджував, що під час написання трактату був душевно хворим.
Віктор Рафальський, автор неопублікованих романів, п'єс і коротких оповідань, звинувачувався у приналежності до таємної марксистської групи, написанні антирадянської прози та зберіганні антирадянської літератури. Маючи діагноз «шизофренія», провів 26 років у психіатричних лікарнях, з них 20 років — у лікарнях спеціального типу. Побував у психіатричних лікарнях Києва, Харкова, Львова, Москви, Вільнюса, а також у ленінградській, дніпропетровській, казанській і сичовській спецлікарнях.:60—62 У 1987 році був реабілітований і визнаний психічно здоровим. Згодом були опубліковані його спогади «Репортаж нізвідки», що описують перебування Рафальського в радянських психіатричних лікарнях.
Віктора Некіпєлова, звинуваченого за статтею 190-1 КК РРФСР («поширення завідомо неправдивих вигадувань, що ганьблять радянський державний лад»), направили на обстеження до Інституту Сербського з таким висновком, винесеним експертною комісією м. Володимира: «Зайва, надмірна запальність, зарозумілість… схильність до правдошукацтва, реформаторства, а також реакції опозиції. Діагноз: повільноплинна шизофренія або психопатія». В Інституті ім. Сербського Некіпєлова визнали психічно здоровим, строк відбував у кримінальному таборі. Про Інститут Сербського написав документальну книгу «Інститут дурнів», яка стала знаменитою.
Письменник Михайло Наріца був заарештований у 1961 році за звинуваченням в «антирадянській агітації та пропаганді» (70-та стаття) і визнаний неосудним. У медичному висновку стверджувалося: «Має власну систему поглядів на державний устрій з позицій вільних ідей. Радянську дійсність оцінює болісно неправильно, виходячи з неправомірних узагальнень окремих недоліків. Страждає на психічне захворювання у формі параноїчного розвитку особистості й не може усвідомлювати свої дії й керувати ними». Поміщений до Ленінградської спецпсихлікарні, вийшов на волю у 1964 році. У 1975-му відбувся ще один арешт і нова психіатрична експертиза, цього разу Михайла Наріцу визнали осудним.
Відомий білоруський дисидент Михайло Кукобака піддався примусовій госпіталізації після того, як у 1969 році написав англійському письменнику Айвору Монтегю відкритого листа, який хотів опублікувати в газеті «Комсомольска правда». Унаслідок цієї госпіталізації провів шість років у психлікарнях тюремного типу. Кукобаку тричі піддавали судово-психіатричній експертизі в Інституті ім. Сербського, на нього було заведено кілька кримінальних справ. У вину йому ставили, за словами Кукобаки, відмову від участі у виборах, суботниках і заходах КПРС, поширення тексту Загальної декларації прав людини в гуртожитку м. Бобруйська. Зокрема, у путівці на госпіталізацію, виданій психоневрологічним диспансером у 1976 році, зазначалося: «за відомостями держбезпеки[,] поширював антирадянську літературу, страждає на манію перебудови суспільства, соціально небезпечний». У в'язницях і психіатричних лікарнях тюремного типу знаходився загалом 17 років.
Ольга Іофе звинувачувалася за статтею 70 КК РРФСР у тому, що вона брала активну участь у виготовленні листівок антирадянського змісту, зберіганні та розповсюдженні документів антирадянського змісту, вилучених у неї під час обшуку. Попередня експертиза, проведена Інститутом ім. Сербського (професор Морозов, доктор медичних наук Д. Р. Лунц, лікарі Фелінський, Мартиненко), визнала О. Іофе неосудною з діагнозом «повільноплинна шизофренія, проста форма».
Петро Григоренко, відомий дисидент, генерал-майор Червоної Армії, критикував політику партії й уряду, закликав до відновлення ленінських принципів і норм, відкрито виступав під час політичних судових процесів над дисидентами. Неодноразово був направлений на експертизу до Інституту ім. Сербського, унаслідок із діагнозом «паранояльний розвиток» провів кілька років у спеціалізованих психіатричних лікарнях. В експертизах брали участь А. В. Снежневский, Д. Р. Лунц, Г. В. Морозов, В. М. Морозов та інші імениті психіатри.:22—23,27
29 травня 1970 року в калузькій психіатричній лікарні опинився відомий біолог і публіцист Жорес Медведєв, який написав декілька статей про порушення прав людини в СРСР, серед яких був нарис про цензуру радянської пошти. У ньому Медведєв стверджував, що будь-який лист будь-якого громадянина могли розпечатати працівники КДБ. Вночі додому до Медведєва приїхали головний лікар калузької психлікарні О. Є. Лівшиц, завідувач обнінським психдиспансером Ю. В. Кирюшин і наряд міліції на чолі з майором М. Ф. Нємовим. Не пред'явивши ані документів, ані висновку лікарів, вони вимагали, щоб Медведєв поїхав з ними до Калуги на психіатричну експертизу. Медведєв відповів, що добровільно не поїде, але й чинити опору не буде. Колеги Медведєва, які прийшли до нього додому, стали висловлювати обурення. Нємов відповів: «Ми — орган насильства, а ви можете скаржитися куди завгодно». На їхніх очах Медведєву заламали за спину руки, посадили його в автобус, що стояв біля під'їзду, й увезли з Обнінська до Калуги..
Експертна комісія у складі голови Б. В. Шостаковича (Інститут ім. Сербського) і декількох калузьких лікарів-психіатрів «не знайшла у Ж. Медведєва явних відхилень від психічної норми. Однак вона знайшла, що Медведєв виявляє підвищену нервозність і тому потребує деяного додаткового спостереження в умовах лікарні». На захист Медведєва виступали багато радянських учених, письменників та інших представників інтелігенції (серед яких П. Л. Капиця, А. Д. Сахаров, Б. Л. Астауров, І. Є. Тамм, О. Т. Твардовський, В. Ф. Тендряков, М. О. Леонтович, В. Ф. Турчин, Л. В. Альтшулер, В. М. Чалідзе та ін.), які направляли листи-протести до різних інстанцій і звернення до вчених, наукових і творчих працівників усього світу. 17 червня Жорес Медведєв був випущений на волю з психіатричної лікарні.

##### Список найвідоміших осіб, які стали жертвами репресій
- Абовін-Єгидес Петро Маркович[28][64]
- Айхенвальд Юрій Олександрович[65]
- Бєлов Євген[16]
- Борисов Володимир Євгенович[16][23][28][46]
- Бродський Йосип Олександрович[50][66][67]
- Буковський Володимир Костянтинович[16][34]:11[68]
- Вишневська Юлія Йосипівна[44][69]
- Галансков Юрій Тимофійович[22][28]
- Гершуні Володимир Львович[6][10][22][65]
- Горбаневська Наталія Євгенівна[16][34]:11[38]
- Григоренко Петро Григорович[16][34]:11[70]
- Данчев Володимир[10]
- Євдокимов Борис Дмитрович[16][49][64]
- Єсенін-Вольпін Олександр Сергійович[16][66][71][72]
- Зотов Михайло Васильович[10][49]
- Іванов Порфирій Корнійович[73]
- Ігрунов В'ячеслав Володимирович[22][74]
- Іофе Ольга[16]
- Клєбанов Володимир Олександрович[49]
- Корягін Анатолій Іванович
- Кузнєцов Віктор[28]
- Кукобака Михайло Гнатович[16][75]:188
- Лєтов Ігор Федорович
- Литвин-Молотов Георгій Захарович[76]
- Макєєва Валерія Зороастровна[10]
- Мальський Ігор Степанович[77][78]
- Мальцев Юрій Володимирович[44][56]
- Медведєв Жорес Олександрович[16][34]:11[62][63]
- Наріца Михайло Олександрович[44][56][57]
- Некіпєлов Віктор Олександрович[16][55]
- Новодворська Валерія Іллівна[16][28][79]
- Овечкін Валентин Володимирович[28][69]
- Піменов Револьт Іванович[69]
- Плахотнюк Микола Григорович[49][80][81]
- Плющ Леонід Іванович[16][27][34]
- Под'япольський Григорій Сергійович[44][56]
- Потиліцин Сергій Анатолійович[16]
- Рафальський Віктор Парфентійович[16][34]
- Ріпс Ілля Аронович (Еліягу Ріпс)[22][44]
- Самойлов Едуард Володимирович[16][21][82]
- Самсонов Микола Миколайович[22]
- Скобов Олександр Валерійович[16][49][83]
- Соколов Валентин Петрович (Валентин Зека)[16] (Валентин Зэка)
- Старчик Петро Петрович[16][28][79]
- Стус Василь Семенович[84][85]
- Тарасов Олександр Миколайович[86][87][88]
- Тарсис Валерій Якович[16][28]
- Тереля Йосип Михайлович[16][89][90]
- Убожко Лев Григорович[16][28]
- Файнберг Віктор Ісаакович[16][46]
- Шемякін Михайло Михайлович[91]
- Шиманов Геннадій Михайлович[69][92]
- Шиханович Юрій Олександрович[17][22]
- Щаранський Натан[28]
- Яхимович Іван Антонович[28][69][93]

#### Масові репресії
Багато випадків госпіталізації політичних в'язнів були добре задокументовані. Зокрема, таким репресіям піддавались активісти-правозахисники, представники національних рухів, громадяни, які прагнули до еміграції, релігійні інакодумці, учасники неофіційних груп, які намагалися відстоювати свої трудові права, і особи, які відстоювали їх поодинці. Нерідко в'язні сумління потрапляли до психіатричних лікарень з таких причин, як відмова віруючих від служби в армії, незаконний перехід кордону, фальсифіковані кримінальні звинувачення та ін. Насильно поміщали до психіатричних лікарень також «підписантів» — осіб, які підписувалися під тими чи іншими значущими листами, що були відгуком на судові процеси та інші форми переслідувань.
Проаналізувавши сотні випадків політичних зловживань психіатрією в Радянському Союзі, політолог П. Реддауей і психіатр С. Блох зазначали, що значну (близько 10 %) частину з тих, хто зазнав переслідувань, становили представники національних рухів. Як правило, вони протестували проти утиску прав у сфері мови, культури й освіти (українці, грузини, латиші, естонці, кримські татари) або виступали за надання реальної автономії союзним республікам відповідно до Конституції СРСР.
У 20 % випадків, згідно з С. Блохом і П. Реддауеєм, застосовувалися репресії щодо людей, які прагнули емігрувати з Радянського Союзу. У деяких випадках таке прагнення було обумовлено національною приналежністю (поволзькі німці, які хотіли повернутися до Західної Німеччини; євреї, які бажали емігрувати до Ізраїлю), в інших випадках потенційні емігранти лише прагнули до кращого для себе життя.
Близько 15 %, за Блохом і Реддауеєм, становили представники різних конфесій, які прагнули сповідувати свою релігію вільно, а також домогтися повного розділення церкви й держави. Хоча радянське законодавство формально гарантувало свободу совісті, насправді існували жорсткі обмеження, і віруючі, які займалися розповсюдженням своїх релігійних поглядів (католики, православні, баптисти, п'ятдесятники, буддисти та ін.), піддавалися кримінальним переслідуванням.
Крім випадків поміщення політичних інакодумців до психіатричних лікарень, що стали широко відомими, траплялися «локальні конфлікти» громадян з представниками влади, які закінчувалися недобровільною госпіталізацією, хоча клінічних підстав для цього не було. Таким репресіям піддавалися, зокрема, особи, які зверталися зі скаргами на бюрократизм і ті чи інші зловживання місцевої влади до вищих органів державної влади: Центрального Комітету КПРС, Президії Верховної Ради, Ради Міністрів.
А. Д. Сахаров писав, що в деяких центральних установах, як-от приймальні Прокуратури СРСР і Верховної Ради, існувала система направляти особливо наполегливих відвідувачів до психіатричних лікарень. До числа цих відвідувачів належали люди, які безрезультатно добивалися справедливості в конфліктах з начальством на роботі, у ситуації незаконного звільнення та ін. У документах Московської Гельсінської групи (1976 р., документ № 8) зазначалося: «Приблизно 12 осіб у день міліція направляє до чергових психіатрів тільки з приймальні Верховної Ради СРСР; крім того, ще 2–3 людини з тих, хто намагався пройти в посольство; крім того, невизначене число з інших місць присутствія, а також — прямо з вулиці. З них приблизно половина — госпіталізується».
У спільній записці керівників КДБ, МВС, Генеральної прокуратури та Міністерства охорони здоров'я СРСР, надісланій до ЦК КПРС 31 серпня 1967 року, згадувалося:
|  | Особливу небезпеку викликають приїжджі у великій кількості до Москви особи, які страждають на манію відвідування у великій кількості державних установ, зустрічей з керівниками партії та уряду, марять антирадянськими ідеями. <...> Усього з приймальних центральних установ і відомств у 1966–1967 рр. були доставлені до лікарень понад 1800 психічно хворих, схильних до суспільно небезпечних дій. |

С. Глузман зазначає, що значно більша кількість людей, у порівнянні з числом жертв репресій, які пройшли через судові процедури, була піддана позасудовим психіатричним репресіям. До числа таких репресій належали, зокрема, випадки недобровільної госпіталізації до психіатричних лікарень на короткий термін, найчастіше на один або два дні, за вказівкою партійних або державних органів.
Двічі на рік люди, які перебували на психіатричному обліку, недобровільно госпіталізувалися до психіатричних стаціонарів не за медичними показаннями, а за вказівками чиновників. За два тижні до великих радянських свят — 7 листопада та 1 травня — райкоми та міськкоми КПРС секретно направляли до головних лікарів психлікарень розпорядження тимчасово госпіталізувати до психіатричних лікарень людей з непередбачуваною поведінкою (у тому числі інакодумців і багатьох віруючих), щоб забезпечити громадський порядок під час свят, і психіатричні лікарні ставали тимчасовими в'язницями для «соціально небезпечних» людей. Схожа ситуація відбувалася під час партійних з'їздів, візитів закордонних державних діячів, коли багато дисидентів поміщалися до психіатричних лікарень загального типу на 1–2 тижні або місяць.
Порушенням прав пацієнтів була й «профілактична» госпіталізація людей, які перебували на обліку, перед головними міжнародними заходами на кшталт молодіжних фестивалів та Олімпійських ігор. Формальним приводом для цього був лише облік у психоневрологічному диспансері, навіть у зв'язку з, наприклад, невротичними або патохарактерологічними реакціями. Зокрема, голова КДБ Ю. В. Андропов у своїй доповіді, направленій до ЦК КПРС, у 1980 році зазначав: «…з метою запобігання можливим провокаційним й антигромадським діям з боку психічно хворих осіб з агресивними намірами вживаються заходи спільно з органами охорони здоров'я та міліції, спрямовані на попереджувальну ізоляцію таких людей під час Олімпіади 1980 р.».
Підготовка до Олімпійських ігор 1980 року стала приводом до хвилі арештів, що почалася в 1979 році й мала на меті остаточне придушення дисидентського руху. Деякі з дисидентів отримували особливо тривалі терміни таборів, інші госпіталізувалися до психіатричних лікарень. Міста, де проходила Олімпіада, були (як зазначає відомий радянолог, професор політології, генеральний секретар міжнародної організації «Глобальна ініціатива у психіатрії» Р. ван Ворен) «очищені від будь-кого, хто міг би зруйнувати гарний, але все ж крихкий образ гармонійного соціалістичного суспільства»: психіатричні пацієнти, алкоголіки, люди, які ведуть асоціальний спосіб життя, і дисиденти піддавалися масовим арештам, і багато хто з них поміщався до психіатричних установ.
Однією з перших книг, присвячених зловживанню психіатрією у СРСР, стала книга «Страчені божевіллям», що вийшла у Франкфурті-на-Майні в 1971 році.

### Практика застосування

#### Госпіталізація й визнання неосудними

##### Госпіталізація й визнання неосудними за рішенням судово-психіатричної експертизи
Політичним дисидентам часто висувалося звинувачення за статтею 70 (антирадянська агітація й пропаганда) і 190-1 (поширення завідомо неправдивих вигадувань, що ганьблять радянський державний і суспільний лад) КК. Судовим психіатрам пропонувалося обстежити тих інакодумців, психічний стан яких, за висновком слідчих, не відповідав нормі, і в разі визнання політичного інакодумця неосудним він згідно з рішенням суду поміщався до психіатричної лікарні на безстрокове — до повного «одужання» — лікування.
Однак у багатьох випадках інакодумці, притягнуті до кримінальної відповідальності й направлені на судово-психіатричну експертизу, поміщалися до лікарень спеціального типу МВС навіть без судового засідання й рішення суду, за одним лише висновком експертизи, оскільки формулювання, що містилися в законодавстві, далеко не завжди давали можливість засудити за небажані висловлювання. Експертний висновок про неосудність призводив до автоматичного направлення на примусове лікування, коли факт порушення закону ще не був доведений.

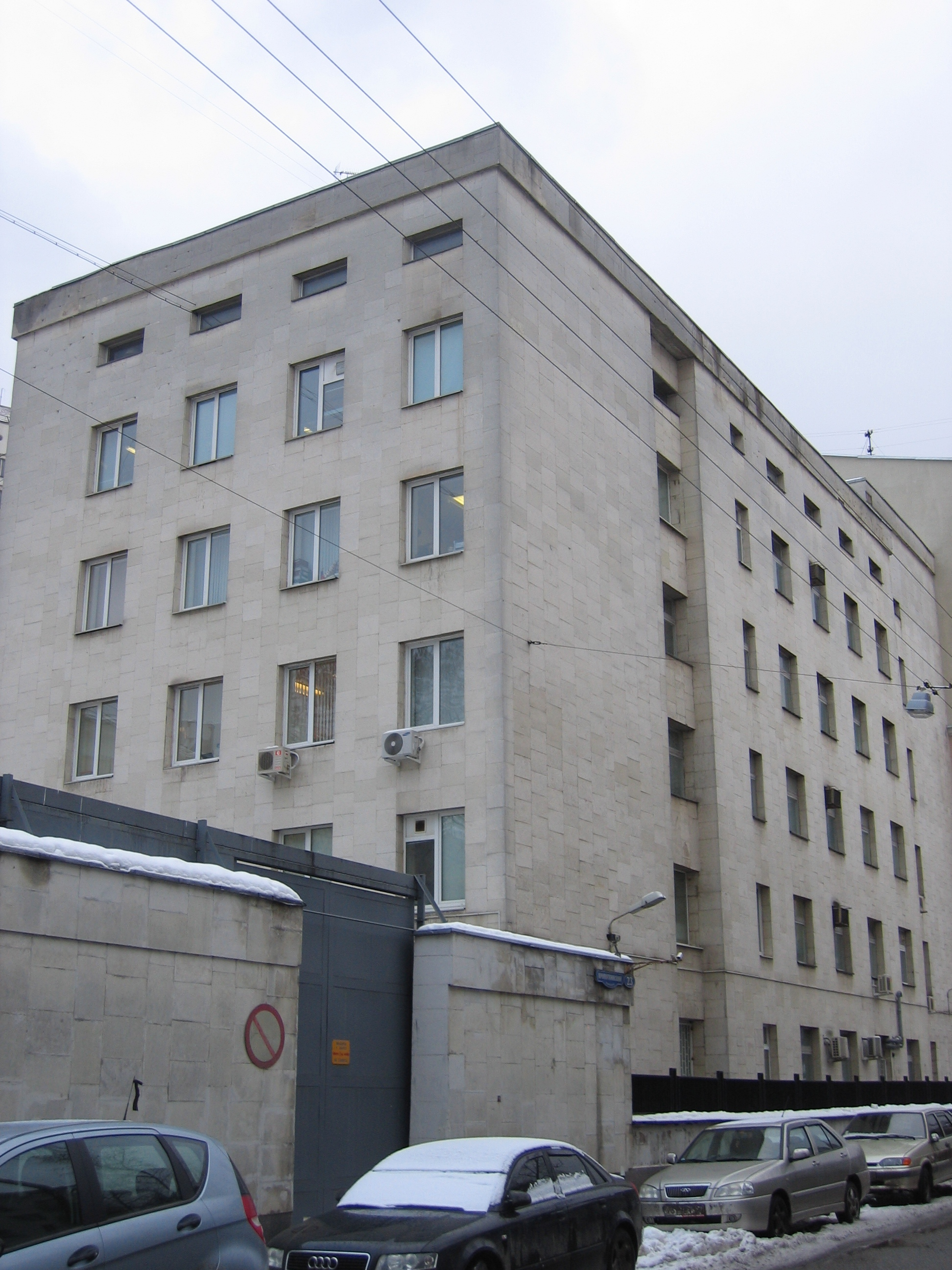
Будівля Інституту імені Сербського в Москві

Медичне обстеження та експертиза на предмет осудності зазвичай проводилися в науково-дослідних інститутах: у Центральному НДІ судової психіатрії ім. В. П. Сербського в Москві, Науково-дослідному психоневрологічному інституті ім. В. М. Бехтерєва в Ленінграді, психоневрологічних інститутах МОЗ УРСР у Харкові й Одесі та ін. Головними «експертами» з питань медичного обстеження були Д. Р. Лунц, А. В. Снєжневський, Г. В. Морозов та ін.
У разі, якщо психіатри, які обстежили обвинуваченого, не погоджувалися щодо діагнозу або ж були присутні ті чи інші політичні тонкощі, обвинуваченого відправляли на обстеження до Інституту ім. Сербського. Експертиза в Інституті ім. Сербського проводилася зазвичай суто формально: кількох коротких формальних бесід було достатньо, щоб зробити висновок про необхідність примусового лікування.
Стаття 58 КК РРФСР визначала поміщення до психіатричного стаціонара загального або спеціального типу як примусові заходи медичного характеру. Від рішення суду залежав тип психіатричної лікарні, куди направляли на «лікування»: загальна (звичайна міська, обласна або республіканська психіатрична лікарня — ПЛ) або спеціальна, тюремного типу (психлікарня спеціального типу — СПЛ) (ст.ст. 408, 409 КПК РРФСР).
Здебільшого при направленні на лікування до звичайної психіатричної лікарні дотримувалися «республіканського» принципу: така лікарня знаходилася зазвичай за місцем проживання пацієнта. Але в деяких зі звичайних ПЛ були спеціальні палати: до таких ПЛ належали психіатрична міська клінічна лікарня № 1 ім. Кащенко (Москва) — «Канатчикова дача»; ПМЛ № 3 (Москва) — «Матроська тиша»; ПМЛ № 5 (Московська область) — «Стовпи»; Ризька ПМЛ; психоневрологічна лікарня ім. Скворцова-Степанова № 3 (Ленінград) тощо.
Поміщення до психіатричної лікарні спеціального типу призначалося судом щодо душевнохворих, які становили за психічним станом і характером скоєних ними суспільно небезпечних діянь особливу небезпеку для суспільства. Саме таке рішення найчастіше виносилося судом стосовно інакодумців, обвинувачених у скоєнні «політичних» злочинів, хоча доказів, що дисиденти є небезпечними для себе або для суспільства й можуть скоїти фізичне насильство, зазвичай не висувалося. Направлення ж до психіатричної лікарні загального типу вважалося порівняно м'якою формою примусових заходів медичного характеру.
Обвинувачені не мали права на оскарження. Хоча родичі або інші зацікавлені громадяни могли б діяти від їх імені, вони не мали права залучити інших психіатрів до участі у процесі, оскільки психіатри, які притягалися до участі у процесі державою, вважалися в рівній мірі «незалежними» й вартими довіри перед законом. Зазвичай підслідні, яких визнавали неосудними, не мали навіть можливості перебувати в залі суду, і судове визначення за справою їм не оголошували. Їм не пред'являлися висновки експертів, часто в підслідних не було можливості зустрітися з адвокатом.
Слідчий мав також право (відповідно до статті 184 Кримінально-процесуального кодексу РРФСР) не оголошувати обвинуваченому постанову про призначення судово-психіатричної експертизи. Це являло собою грубе порушення презумпції психічного здоров'я, оскільки ще до рішення судово-медичних експертів слідчий, ґрунтуючись на своїй довільній і некваліфікованій думці, фактично міг зробити висновок про наявність в обвинуваченого психічного розладу, яке нібито не дозволяє йому дізнатися про призначення експертизи. Така ситуація позбавляла обвинуваченого істотних юридичних прав: права заявити відвід експерту, надати додаткові питання для одержання за ними висновків експерта та ін.
Всупереч статті 111 Конституції СРСР, у якій зазначалося: «Розгляд справ у всіх судах СРСР відкритий», міліція та співробітники держбезпеки не пропускали відвідувачів до будівлі суду, і друзі підсудного змушені були прогулюватися на вулиці в очікуванні вироку. Траплялися випадки, коли громадян, які особливо завзято рвалися до суду, арештовували на п'ятнадцять діб.

##### Госпіталізація без порушення кримінальної справи
У низці випадків примусове обстеження та примусова госпіталізація здійснювалися без порушення кримінальної справи, у рамках медичних нормативних положень. При цьому питання про недобровільну госпіталізацію не розглядалося навіть у порядку цивільного судочинства. В. Буковський і С. Глузман у відомій статті «Посібник з психіатрії для інакодумців» докладно описували такий варіант розвитку подій:
|  | Ваші переконання, висловлювана громадська позиція, вчинки або знайомства стали причиною пильної уваги до вас з боку оперативної групи КДБ. З огляду на якісь об'єктивні обставини порушення кримінальної справи проти вас небажано. У цьому випадку КДБ (часто не прямо, а використовуючи міліцію, прокуратуру, радянську інстанцію, довірених осіб тощо) повідомляє про вас у медичні установи як про, за їх припущенням, душевнохворого, вказуючи при цьому підстави інтересу до вас. Психіатр поліклініки, диспансеру, лікарні або міської станції швидкої допомоги повинен вас у такому разі обстежити та, якщо вважає за необхідне, госпіталізувати до психіатричної лікарні загального типу. Таке психіатричне обстеження може бути проведене вдома, за місцем роботи або «події», у камері попереднього ув'язнення, у належному закладі або в іншому місці. |

Інакодумці недобровільно поміщалися до психіатричних лікарень за найрізноманітніших обставин, при цьому часто вони піддавалися ув'язненню, не бувши заздалегідь оглянутими психіатром. Їх затримували на роботі, на вулиці або в домашніх обставинах; у низці випадків дисидентів викликали під якимось приводом до лікарні, відділення міліції, військкомату або інших державних установ, де несподівано для себе інакодумець поставав перед психіатром, який недобровільно поміщав його до психіатричного стаціонару.
Хоча, відповідно до «Інструкції з невідкладної госпіталізації …», недобровільно госпіталізовану людину повинна була протягом доби оглянути спеціальна комісія у складі трьох лікарів-психіатрів, щоб розв'язати питання про те, чи виправдане стаціонування та чи потрібне подальше перебування у стаціонарі, насправді інакодумці, які зазнали госпіталізації, у багатьох випадках не оглядалися комісією протягом першої доби, а часом і не піддавалися огляду взагалі.

#### Умови перебування у стаціонарах

##### Режим утримання та життєвий простір
Ті з радянських громадян, хто пройшов через ув'язнення і в таборах, і у спеціальних психіатричних лікарнях, незмінно оцінювали свій досвід перебування у психлікарнях як той, який значно більше принижував людську гідність та був важчим переживанням.
Н. Адлер і С. Глузман (1992), проаналізувавши все різноманіття стресових факторів, які були випробувані на собі дисидентами — жертвами примусової госпіталізації, виділили, зокрема, такі стресори фізичного характеру:
- Надзвичайна скупченість у камерах. За свідченнями колишніх в'язнів спеціальних лікарень та свідченнями міжнародних експертів, пройти між ліжками було важко навіть одній людині; в'язням доводилося постійно перебувати на койках сидячи або лежачи, дихаючи спертим повітрям (відсутність примусової вентиляції в камерах було повсюдним).
- Відсутність у камерах туалетів, що було найбільш болісним стресором фізичного характеру. Відправлення фізіологічних потреб допускалося лише у встановлений адміністрацією час доби й у строго передбачені кілька хвилин для кожного.
- Відсутність можливостей для фізичної розрядки й перебування на свіжому повітрі. Передбачені щоденні прогулянки протягом 1 години зводилися до того, що в'язнів покамерно виводили в невеликі тюремні дворики, повністю позбавлені рослинності й будь-якого спортивного інвентарю. При цьому час прогулянок майже завжди довільно скорочувався вдвічі за бажанням адміністрації, але не в'язнів.

Серед стресорів морально-психологічного характеру Н. Адлер і С. Глузман називають:
- Позбавлення елементарних юридичних прав, невід'ємних навіть у тюрмах і таборах.
- Позбавлення можливості мати в камері папір і ручку, суворе обмеження надходження книг і журналів. З цієї причини — неможливість перемкнутися на ті чи інші заняття, щоб знизити негативний вплив інших психологічних стресорів. У випадках, коли в'язні починали займатися вивченням іноземних мов, лікарі негайно констатували «погіршення стану» і збільшували дози нейролептиків.
- Позбавлення можливості перебувати в одній камері з іншими політичними в'язнями: кожного з них тримали в камері з виключно важкими хворими, які скоїли тяжкі злочини. Спілкування з іншими дисидентами було заборонено, політичні в'язні були змушені роками спостерігати людей з важкою розумовою відсталістю, з кататонічним збудженням і т. ін.

На відміну від в'язнів таборів і тюрем, в ув'язнених у СПЛ не було можливості звертатися до прокурора, і, хоча формально сім'я ув'язненого мала право клопотати перед прокурором про порушення кримінальної справи проти персоналу лікарні, насправді це право не реалізовувалося. Пацієнти рідко були інформовані про свої права та зазвичай не мали можливості подавати апеляцію.
Багатьом пацієнтам спецлікарень не дозволялося тримати в палатах свої особисті речі. Уся вхідна та вихідна кореспонденція пацієнтів прочитувалася; телефонами користуватися не дозволяли. У ролі відвідувачів спеціальних психлікарень допускалися зазвичай лише члени сім'ї, і за побаченнями велося спостереження. У низці випадків побачення були вкрай рідкі: так, в Черняхівській СПЛ у пацієнтів було в середньому по два-три побачення на рік. Побачення відбувалися у присутності наглядача; як і в тюрмі, було заборонено багато тем для розмови.
Більшість спеціальних психіатричних лікарень були розташовані на території діючих або в будівлях колишніх в'язниць. Обстановка у спецлікарнях багато в чому нагадувала тюремну. Так, Казанська й Черняхівська спецлікарні були оточені високими цегляними стінами, попід стіною навколо всієї території — сторожові вежі з охоронцями МВС, поверх стін — колючий дріт. Усі входи до відділень і палат закривалися дверима зі сталевою решіткою або з суцільної стали. Кожне відділення мало свій двір для прогулянок, при цьому двори були оточені суцільними огорожами, щоб перешкодити контакту між відділеннями.
Багато пацієнтів у СПЛ перебували замкненими в палатах значну частину дня без будь-якої діяльності (крім прийому їжі та прогулянок у дворі). Обстановка «палат» майже не відрізнялася від обстановки тюремних камер. Стіни «палат» були покриті штукатуркою; вікна маленькі, заґратовані, нерідко закриті дерев'яними щитами — «намордниками»; спали ув'язнені на металевих нарах або ліжках. Вночі в камерах зазвичай горіло світло (на лампочку часто була надіта дротова сітка або червоний плафон), що ускладнювало сон для багатьох ув'язнених. Взимку в камерах і на прогулянках нерідко бувало холодно, проте мати свій одяг часто не дозволялося.
Трудотерапія в деяких спецпсихлікарнях була обов'язковою, у деяких лише заохочувалася адміністрацією. Пацієнти працювали в картонажних, ткацьких, палітурних, швейних та інших майстернях, отримуючи за це надзвичайно малу заробітну плату — від 2 до 10 рублів на місяць, які перераховувалися на особистий грошовий рахунок. Адміністрації СПЛ ця праця була дуже вигідною, оскільки ціна збуту виготовленої продукції в десятки разів перевищувала вартість оплати праці. Відмова працювати часом каралася ін'єкціями психотропних препаратів і цькуванням, здійснюваним санітарами-кримінальниками.
Охоронну службу у спецпсихлікарнях, як і в тюрмах, несли офіцери й солдати внутрішніх військ. Отже, у спеціальних психіатричних лікарнях було, по суті, два начальства: військове та медичне; відповідно, два керівники: начальник спецпсихлікарні та головний лікар. При цьому багато функцій не були розмежовані чітко між військовою й медичною адміністраціями, і багато хто з завідувачів відділень та лікарів були офіцерами; старшим сестрам та фельдшерам у низці СПЛ також були надані військові звання.
Психіатричні лікарні загального типу характеризувалися самими в'язнями й західними експертами, які відвідали радянські ПЛ, як менш жорсткі за умовами утримання в порівнянні зі спеціальними психіатричними лікарнями. Пацієнти вільно ходили по коридорах і мали доступ до місць відпочинку й розваг. Їм давали можливість писати й читати, дозволяли побачення. Західні експерти відзначали випадок, коли двох пацієнтів, які перебували на примусовому лікуванні у звичайній психіатричній лікарні, перевели до СПЛ, після того як вони написали листи з критикою цієї лікарні.

##### Харчування
Характерна була груба, одноманітна, погана їжа. У радянських пенітенціарних установах скудний харчовий раціон традиційно був одним з найбільш ефективних методів впливу на поведінку в'язнів, однак «пацієнти» психіатричних в'язниць зазвичай отримували їжі навіть менше, ніж в'язні в тюрмах і таборах. Причина цього полягала в тому, що частина вмісту загального харчового «котла» з'їдали так звані санітари, набрані для примусової роботи у спеціальних лікарнях з-поміж звичайного тюремного контингенту — людей, засуджених до позбавлення волі за кримінальні злочини. За повідомленнями колишніх в'язнів спеціальних психіатричних лікарень, ці санітари при повному потуранні адміністрації шантажем, погрозами й побоями вимагали у в'язнів частину харчових продуктів, що передавалися в дуже обмеженій кількості родичами з волі. Продукти також крали медсестри, фельдшери, наглядачі, працівники харчоблоку. Крім цього, увесь персонал спецпсихлікарні в робочий час зазвичай харчувався в загальній їдальні — також за рахунок ув'язнених.
Кількість передач і посилок, які одержувалися від близьких і містили харчові продукти, у більшості спеціальних психіатричних лікарень обмежувалася; в інших СПЛ передачі й посилки заборонялися, в третіх — дозволялися без обмежень. Вага посилки або передачі зазвичай не повинна була перевищувати 5 кілограмів. Деякі продукти передавати не дозволялося.

##### Примусове застосування медичних заходів
Застосовувалися такі заходи:
- Ін'єкції сульфозину[4][105][108] (незважаючи на відсутність будь-яких серйозних досліджень, які на біохімічному або електрофізіологічному рівні підтверджували терапевтичну активність цього засобу[108]). Тривале використання сульфозинотерапіі як методу покарання[6][108], який призводив до інтенсивного м'язового болю, знесилюючого, астенізуючого пірогенного ефекту[108], знерухомлення, некрозу м'язів у місці ін'єкції[4][34]:60[106].
- Застосування атропінокоматозної терапії, що зазначалося як окремими дисидентами[108], так і міжнародними експертами, які відвідували психіатричні в'язниці в СРСР[4][106][108]. Спеціальна медична література в СРСР підтверджує факт використання такого засобу, повідомляючи і про значну небезпеку цього застарілого методу лікування[108]. Використання атропіну, який спричинює минущі деліріозні стани й високу температуру, не є прийнятим лікувальним методом на Заході[106].
- Інсулінокоматозна терапія[4][105][108] курсами, які складалися з 25–30 гіпоглікемічних ком[6].
- Постійне та тривале (роками) використання нейролептиків. При цьому коректори (медикаментозні засоби, які зазвичай застосовуються для купірування або пом'якшення нейролептичних екстрапірамідних розладів), що видавалися в'язням, часто під загрозою побиття вилучалися в них «молодшим медичним персоналом» — санітарами-кримінальниками, які використовували їх з метою наркотизації.[108] Нейролептики у високих дозах застосовувалися, зокрема, як покарання за порушення лікарняних правил і для «лікування» від антирадянських поглядів і висловлювань.[4]

За словами колишніх в'язнів-дисидентів, застосування нейролептиків було особливо важким фактором, що впливав на них, як у зв'язку з виразно негайною дією, так і у зв'язку з безперервністю та тривалістю призначення. Багаторічний в'язень спеціальних психіатричних лікарень, лікар за професією, описав стан психічно здорової, спокійної людини після введення високої дози нейролептику мажептилу (тоді — найбільш уживаного) таким чином: «Уявіть собі величезну камеру, де ліжок так багато, що важко пробираєшся між ними. Вільного місця практично немає. А вам ввели мажептил, і ви внаслідок цього відчуваєте непереборну потребу рухатися, бігати по камері, говорити, і поруч із вами в такому самому стані з десяток убивць і ґвалтівників… а рухатися ніде, будь-який ваш невивірений свідомістю рух призводить до зіткнення з такими самими рухово збудженими сусідами… і так — дні, місяці, роки».
Здебільшого в'язні, які відчували важкі психічні побічні ефекти застосування нейролептиків, мали страх перед можливістю необоротних психічних змін внаслідок їхнього прийому. Гнітила сильна боязнь, що ніколи не відновляться колишні особливості характеру, колишні життєві та професійні інтереси. Лікарі зазвичай замовчували про оборотності цих змін, прагнувши фіксувати страх перед ними з метою модифікації політичних або релігійних переконань в'язня.
Довгострокове застосування нейролептиків призводило в низці випадків до розвитку у в'язнів-дисидентів органічного ураження головного мозку, яке проявлялося стійкими тяжкими екстрапірамідними порушеннями, які тривали роками.:59—60
У психіатричних лікарнях загального типу психофармакологічне «лікування» політичних в'язнів було зазвичай не менш інтенсивним, ніж у спеціальних психіатричних лікарнях.

##### Поводження з «пацієнтами»
Н. Адлер і С. Глузман виділяють такі фактори:
- Категорична вимога до дисидентів від медичного персоналу, який неприховано виконував оперативно-слідчі функції, відмовитися від їх політичних переконань, яка підкріплювалася різкою інтенсифікацією лікування нейролептиками, сульфозином і шоковими методами. Це змушувало багатьох дисидентів зрештою вдаватися до ідеологічної мімікрії, демонструючи «згасання маячних утворень».
- Побиття, яких в'язні зазнавали з боку санітарів — кримінальних злочинців. Часто ці побиття були настільки жорстокими, що спричиняли дуже важкі наслідки. Свідки розповідають і про конкретні випадки смертей внаслідок побиття, називаючи імена загиблих ув'язнених.

Застосовувалося також закручування непокірних мокрими простирадлами (рушниками), які, висихаючи, нестерпно стискали тіло. Використовувалися покарання, зокрема фізичні; прив'язування до ліжка на тривалий термін — так, у Казанській спецпсихлікарні в'язнів прив'язували до ліжка на три дні й довше. Дозування нейролептиків збільшували (або до схеми «лікування» вводився сульфозин), зокрема, після порушень режиму або скарг пацієнтів — приводом служила, наприклад, висловлювана стосовно лікарні критика, сигаретний попіл під ліжком пацієнта або нескромний погляд на груди медсестри. Санітару, медсестрі або фельдшеру достатньо було поскаржитися лікарю на неправильну поведінку пацієнта або зробити запис про це в журналі спостережень, який щодня перевірявся лікарем, щоб спричинити каральні заходи.
Як покарання за відкрите невдоволення лікарняними порядками пацієнтів часом переводили до важкого, «буйного» відділення або позбавляли представлення на виписку. В одній з лікарень за написання листа з критикою умов утримання (у спеціальний, відведений для листування день) пацієнт був покараний трьома тижнями одиночного ув'язнення.
У ролі покарання застосовувалися також позбавлення прогулянок, позбавлення роботи або, навпаки, примус до роботи (залежно від ставлення до неї пацієнта), заборона дивитися телевізор і кінофільми, користуватися лікарняною бібліотекою, заборона на куріння й вилучення тютюнових виробів, позбавлення права на листування та позбавлення побачень.
Правила режиму у спеціальних лікарнях зазвичай не вивішувалися, однак пацієнти часто каралися за порушення цих правил.
У психіатричних лікарнях загального типу режим утримання був значно менш жорстким у порівнянні зі спеціальними психіатричними лікарнями, але поряд з відносною свободою для ув'язнених існувала й свобода свавілля для медперсоналу — з цієї причини свавілля фельдшерів, медсестер і санітарів часто було ще страшніше, ніж у спецпсихлікарнях.

#### Терміни ув'язнення й виписка
Терміни перебування інакодумців у звичайних психіатричних лікарнях у багатьох випадках були порівняно короткими (1–2 місяці); між тим інакодумці, поміщені до спеціальних психіатричних лікарень за рішенням суду, перебували в них протягом тривалого терміну, після закінчення якого їх нерідко переводили до загальних психіатричних лікарень і після декількох місяців перебування в такій лікарні випускали на свободу.
Одним з морально-психологічних стресорів для ув'язнених спеціальних психіатричних лікарень була відсутність конкретного терміну ув'язнення. Зазвичай кожні пів року пацієнти спецпсихлікарень піддавалися переогляду психіатричною комісією, однак ці огляди проводилися суто формально. Кожному пацієнту приділялося кілька, максимум 10 хвилин; за день виїзна комісія або персонал спецлікарні пропускали дуже велику кількість пацієнтів. У багатьох випадках психіатр надавав інформацію про пацієнтів для розгляду комісією з Інституту ім. Сербського, яка приїжджала до СПЛ з Москви кожні пів року.
Н. Адлер і С. Глузман зазначають, що рішення про звільнення або переведення до м'якших умов звичайної психіатричної лікарні насправді приймалося здебільшого КДБ та візувалося лікарями й судом лише символічно.
Академік А. Д. Сахаров писав: «Практично у всіх відомих мені випадках перебування у спецпсихлікарнях було більш тривалим, ніж відповідний термін ув'язнення за вироком». Н. Адлер, С. Глузман наводять таку статистику: середній термін перебування дисидентів у спеціальних психіатричних лікарнях становив 2 роки, але в деяких випадках він досягав 20 років. Багато дисидентів протягом свого життя були направлені на таке «лікування» неодноразово. Часто після звільнення з психіатричної лікарні людину заарештовували й карали вже тюремно-табірним ув'язненням.
У більшості спеціальних психіатричних лікарень в'язні проходили шлях від найважчого до найлегшого, «виписного» відділення. При тихій, «угодовській» поведінці в'язень міг досягти виписного відділення за період у півтора-два роки. Однак достатньо було того чи іншого порушення, щоб цей шлях почався для ув'язненого заново. Порівняно легким шляхом звільнення зі спецпсихлікарні або пом'якшення умов утримання було «каяття», не обов'язково публічне або письмове: достатньо було висловити його в розмові з лікарем, який повідомляє про «каяття» в'язня до КДБ, і потім повторити на виписній комісії.

#### Наслідки тривалого ув'язнення для інакодумців
Тривале перебування у психіатричних лікарнях тягло за собою стійкі психологічні порушення й соціальні труднощі в тих, хто залишався в живих. Згідно з висновками Н. Адлер і С. Глузмана, на колишніх в'язнів (якщо не всіх, то багатьох з них) впливали такі фактори:
- Продовження репресій, закамуфльованих і явних.
- Самотність (і моральна, і фізична).
- Бідність, відсутність власного житла.
- Використання владою родичів для чинення тиску або для стеження.
- Відсутність у країні будь-яких реабілітаційних центрів для жертв тортур.
- Наявність психіатричного «ярлика» з усіма небезпеками та правовими обмеженнями, які випливають з цього.

Після звільнення інакодумці перебували під постійним наглядом лікарів психіатричних установ, які під тиском співробітників КДБ погоджувалися повторно госпіталізувати їх у разі «рецидиву». Перебування на диспансерному обліку перешкоджало професійній кар'єрі, здобуттю освіти, здійсненню юридичних і громадських прав. Ще під час свого перебування у стаціонарі ув'язнені дізнавалися, що цей психіатричний облік фактично буде довічним.
Одним з найгірших варіантів була ситуація, при якій суд, який звільнив дисидента від примусових заходів медичного характеру у психіатричній лікарні, водночас визнавав його недієздатним. У такому разі колишній в'язень позбавлявся цивільних прав, наданих йому законом; над ним запроваджувалась опіка.
У разі, якщо ЛТЕК визнавала колишнього в'язня інвалідом другої групи, йому призначалася пенсія 45 рублів на місяць; при цьому ускладнювалося його працевлаштування, оскільки він позбавлявся доступу до багатьох робіт. Згодом, домігшись третьої групи інвалідності, колишній в'язень міг влаштуватися на прийнятну роботу, однак йому назавжди був закритий доступ до роботи в педагогіці, автомобілеводінні й багатьох інших областях. Також він позбавлявся можливості навчатися у вищих навчальних закладах.
Деякі жертви політичних репресій виходили зі стаціонарів з тими чи іншими важкими фізичними наслідками для організму (аж до непрацездатності), інші відчували себе психічно зломленими. Деякі, як, наприклад, український шахтар і правозахисник Олексій Нікітін, слюсар Микола Сорокін з Ворошиловграда, загинули при своєму перебуванні у психіатричних лікарнях. Так, у Миколи Сорокіна інтенсивне застосування психотропних засобів у Дніпропетровській СПЛ призвело до захворювання нирок, що спричинило летальний кінець. Борис Євдокимов, журналіст, був хворий на рак під час свого перебування у психіатричному стаціонарі, однак не отримав необхідного лікування від цієї хвороби. Після дворічного ув'язнення у психіатричній лікарні він був звільнений і того ж року помер у віці 56 років. За п'ять місяців до смерті Євдокимова йому було відмовлено в дозволі виїхати за кордон для лікування.
У низці випадків в'язні після звільнення помічали у себе психічні симптоми невротичного кола, які раніше були відсутні: почуття втоми, погіршення концентрації уваги, збудливість, вегетативні порушення, дратівливість, нічні кошмари, тимчасові стани деперсоналізації, гостре почуття туги. Як випливає з неопублікованої доповіді Ю. Л. Нуллера на IV міжнародному симпозіумі з тортур і медичної професії (1991 рік, Будапешт), аналогічні стани деперсоналізації спостерігалися і у звільнених в'язнів сталінських таборів.

### Інші експертизи та огляди
У 1969 році після арешту П. Г. Григоренка в Ташкенті комісія місцевих лікарів під керівництвом професора Ф. Ф. Детенгофа прийшла до висновку: «Наразі Григоренко ознак психічного захворювання не виявляє, як не виявляв їх і в період здійснення (2-га половина 1965 р. — по квітень 1969 р.) інкримінованих йому злочинів». Після цього Григоренко перевезли до Інституту ім. Сербського, де внаслідок психіатричної експертизи його знову (у перший раз — в Інституті ім. Сербського в 1964 році) визнали неосудним, а потім помістили до Черняхівської спеціальної психіатричної лікарні. У висновку цієї психіатричної експертизи стверджувалося, що Григоренко «страждає на психічне захворювання у формі патологічного (паранояльного) розвитку особистості з наявністю ідей реформаторства, що виникли в особистості з психопатичними рисами характеру й початковими явищами атеросклерозу судин головного мозку».

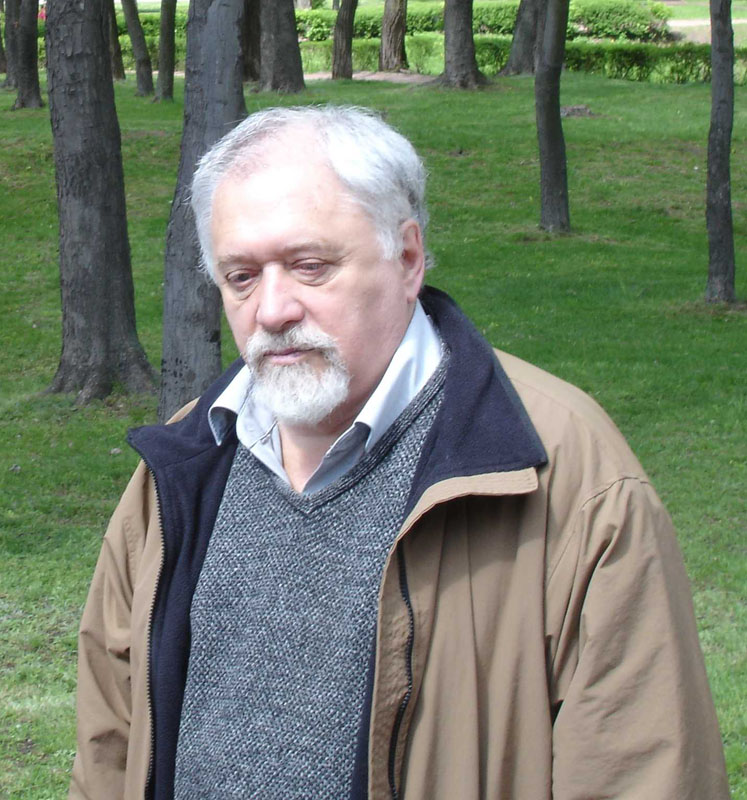
Семен Глузман, відомий психіатр, радянський дисидент, політв'язень

У 1971 році молодий психіатр Семен Глузман провів заочну судово-психіатричну експертизу по справі генерала Григоренка, скориставшись при цьому матеріалами кримінальної справи, отриманими від адвоката Григоренка Софії Калістратової, а також поговоривши з близькими генералу людьми. Експертиза доводила неправомірність діагнозу, виставленого представниками офіційної психіатрії. Результати експертизи були опубліковані в самвидаві, після чого Глузман отримав сім років таборів суворого режиму й чотири роки заслання.:23
Згодом, перебуваючи в США й будучи позбавленим радянського громадянства, П. Григоренко в 1978 році звернувся до відомого психіатра, доктора медицини Волтера Райха з проханням про проведення судово-психіатричної експертизи:28. Розширена комісія за участю відомих психіатрів, невролога, нейропсихолога:28, яка мала у складі президента Американської психіатричної асоціації професора Алана Стоуна, довго розмовляла з П. Григоренком і не виявила в нього жодких ознак психічного розладу ні на момент обстеження, ні в минулому:28; зокрема, не було знайдено ніяких параноїдних симптомів навіть у найслабшій формі. Ці висновки були підтверджені дослідженнями біометричної лабораторії Інституту психіатрії штату Нью-Йорк, які проводилися незалежно на матеріалі вивчення всіх бесід із Григоренком, записаних на відеомагнітофон.
Офіційна посмертна судово-психіатрична експертиза, яка проходила в 1991—1992 роках у Ленінграді (Санкт-Петербурзі), підтвердила бездоказовість радянських експертиз по справі Григоренка та безпідставність багаторічного «лікування» генерала у психлікарнях суворого режиму.:23,28
Наталя Горбаневська після своєї еміграції в Парижі була оглянута французькими психіатрами, які прийшли внаслідок цього огляду до висновку, що вона психічно здорова й була поміщена до психіатричної лікарні в СРСР з політичних мотивів, а не через медичні показання.
У 1977 році на прес-конференції під час конгресу Всесвітньої психіатричної асоціації в Гонолулу відомий австралійський психіатр Сідней Блох заявив, що він ретельно обстежив шість колишніх пацієнтів радянських психіатричних лікарень, які емігрували на Захід, і ні в кого з них не виявив ані найменшої ознаки психічних захворювань.
У квітні 1978 року член Королівського коледжу психіатрів (Велика Британія) доктор Гаррі Лоубер відвідав Москву й оглянув дев'ять радянських нонконформістсько налаштованих громадян, які побоювалися, що представники влади можуть госпіталізувати їх до психіатричних лікарень проти їх волі (вісім осіб з цих дев'яти раніше вже поміщалися недобровільно до психіатричних лікарень). Г. Лоубер зробив висновок, що в жодного з цих дев'яти осіб не було ознак психічного захворювання, настільки вираженого, щоб вимагати обов'язкового лікування ні в поточний момент, ні в будь-який момент минулого.

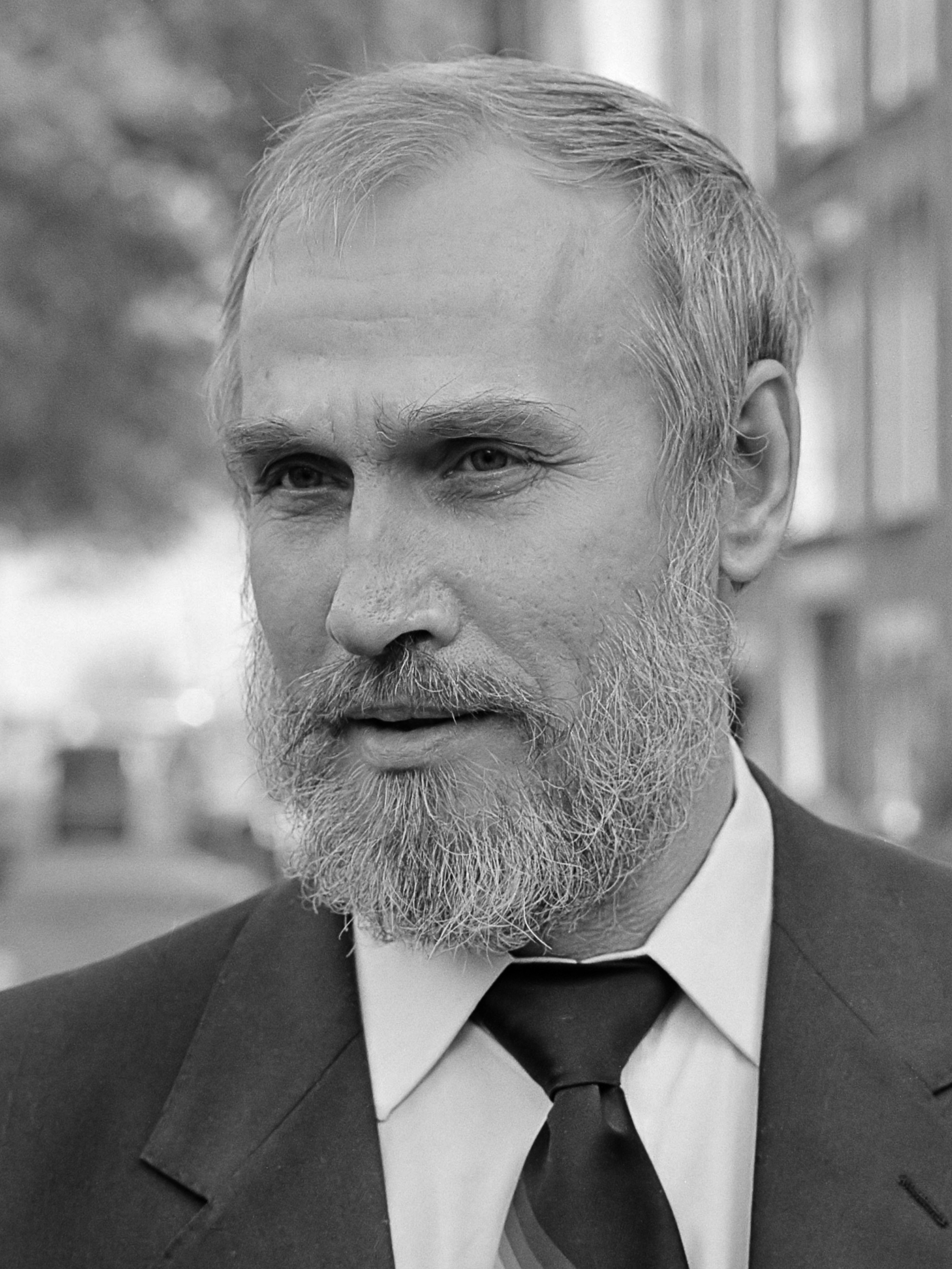
Анатолій Корягін, психіатр, консультант Робочої комісії з розслідування використання психіатрії в політичних цілях

Психіатр Анатолій Корягін, який співпрацював з Робочою комісією з розслідування використання психіатрії в політичних цілях правозахисної організації «Московська Гельсінська група», на рубежі 1970–80-х років проводив психіатричні огляди людей, які раніше госпіталізувалися в політичних цілях, а також тих, хто боявся, що їх найближчим часом чекає така ж доля. А. Корягін обстежив багатьох жертв політичної психіатрії та визнав їх здоровими; його висновки стали прямим доказом того факту, що психічно здорові люди поміщалися до психіатричних лікарень з політичних міркувань.
Консультантом Робочої комісії також був Олександр Волошанович, який оглянув 27 осіб, що або були госпіталізовані раніше, або перебували під загрозою госпіталізації, і в жодному з випадків не знайшов підстав для насильницької ізоляції від суспільства. Згодом Королівський коледж психіатрів ретельно вивчив звіти Волошановича й високо оцінив їх професійний рівень.
У 1988 році Державний департамент США вирішив почати офіційне розслідування, щоб з'ясувати ситуацію зі зловживаннями психіатрією в політичних цілях в СРСР. У 1989 році делегація американських психіатрів відвідала Радянський Союз і провела переогляд 27 підозрюваних жертв зловживань, чиї прізвища були повідомлені делегації різними правозахисними організаціями, Гельсінською комісією США та Державним департаментом. Клінічна діагностика здійснювалася відповідно до американських (DSM-III-R) і міжнародних (МКХ-10, проєкт) критеріїв:9. Процес опитування кожного пацієнта тривав близько 4–6 годин:377. Проводилися також опитування членів сімей пацієнтів. Делегація прийшла до висновку, що в 17 з 27 випадків не було жодних клінічних підстав для визнання пацієнтів неосудними; у 14 випадках не виявлено жодних ознак психічних розладів. Більшість з осіб, опитаних делегацією, звинувачувалися в політичних злочинах, як-от антирадянська агітація та пропаганда чи наклеп на радянську державу. Огляд усіх випадків продемонстрував високу частоту діагнозу «шизофренія»:10: 24 з 27 випадків.
Крім цього, делегація Державного департаменту США прийшла до висновку, що, хоча безліч людей були госпіталізовані з політичних причин, серед них були також і ті, хто дійсно страждав на психічні захворювання, однак їх не слід було піддавати тому лікуванню, яке до них застосовувалося. За висновком делегації, систематичне використання психіатрії в політичних цілях не тільки практикувалося в СРСР, але й не припинилося до 1989 року:383.
У 1991 році СРСР відвідала комісія психіатрів Всесвітньої психіатричної асоціації, яку очолював Дж. Берлі. Вона виявила додаткові докази існування в СРСР політичних зловживань психіатрією й широкого виставлення невірних діагнозів. Обстеживши десять пацієнтів, у яких радянськими психіатрами раніше була діагностована шизофренія, комісія підтвердила цей діагноз лише в одному з десяти випадків; інші дев'ять пацієнтів, на думку комісії, ніколи не страждали на шизофренію. У п'яти з цих пацієнтів не було виявлено жодних ознак психічних захворювань. Шестеро пацієнтів з-поміж обстежених комісією раніше були госпіталізовані до психіатричних лікарень спеціального типу, причому четверо з цих шести — з причин, що носять явно політичний характер, і троє з цих чотирьох пацієнтів ніколи, за твердженням комісії, не були психічно хворими:451—452,454.
У пострадянській Україні на базі державних архівів протягом п'яти років проводили дослідження політичних зловживань у психіатрії. Загалом були повторно обстежені 60 осіб — громадян, засуджених за політичні злочини й госпіталізованих на території УРСР. За результатами цих обстежень було зроблено висновок, що жоден з підекспертних не потребував психіатричного лікування. Обстеження здійснила група українських експертів у галузі судової психіатрії; один із членів цієї групи працював у КДБ, а інший — в Інституті Сербського в Москві. Експерти були вражені тим фактом, що вони зустріли людей, які були психічно цілком здорові, але яким раніше вони самі ставили діагноз повільноплинної шизофренії.

### Робоча комісія Московської Гельсінської групи з розслідування використання психіатрії в політичних цілях
5 січня 1977 року при Московській Гельсінській групі з ініціативи Олександра Подрабінека була створена Робоча комісія з розслідування використання психіатрії в політичних цілях. Цілями організації було виявлення та оприлюднення відомостей про випадки зловживання психіатрією, а також надання допомоги жертвам психіатричних репресій.
Членами організації були Олександр Подрабінек, В'ячеслав Бахмін, Фелікс Серебров, Ірина Каплун, Джемма Бабич, а згодом — також Ірина Гривніна та Леонард Терновський. Від Московської Гельсінської групи до комісії входив Петро Григоренко. Протягом року після створення комісії Ірина Каплун і Джемма Бабич вийшли з її складу. Крім того, в роботі комісії брали участь Олександр Волошанович, Анатолій Корягін і Софія Калістратова. Лікар-психіатр Олександр Волошанович та юрист Софія Калістратова були консультантами комісії. Згодом, з моменту еміграції Волошановича (лютий 1980 р.) консультантом Робочої комісії став Анатолій Корягін.
Комісія провела велику роботу з надання допомоги особам, поміщеним до психіатричних лікарень, і членам їх сімей з перевірки умов утримання в'язнів сумління у психіатричних тюрмах, з розслідування й надання розголосу багатьом десяткам випадків необґрунтованого поміщення інакодумців і віруючих до психіатричних лікарень. За час свого існування комісія випустила 22 номери «Інформаційного бюлетеня», у якому публікувалися відомості про подібні випадки:45.
Діяльність Робочої комісії й опублікована нею інформація стали предметом уваги міжнародних психіатричних і медичних асоціацій, ставши стримуючим фактором для репресивного використання психіатрії проти інакодумців.
Однак члени організації зазнали репресій. Робоча комісія з розслідування використання психіатрії в політичних цілях припинила своє існування 21 липня 1981 року, коли її останній член Фелікс Серебров був засуджений до 5 років таборів і 5 років заслання. Інші члени організації були засуджені раніше: Олександра Подрабінека засудили до 3 років позбавлення волі (засуджений вдруге), В'ячеслава Бахміна — до 3 років позбавлення волі, Леонарда Терновського — до 3 років позбавлення волі, Ірину Гривніну — до 5 років заслання, лікаря-консультанта робочої комісії Анатолія Корягіна — до 7 років ув'язнення в таборах і 5 років подальшого заслання.
У той час як Корягін знаходився в ув'язненні, Генеральна Асамблея Всесвітньої психіатричної асоціації прийняла резолюцію про присвоєння йому статусу персонального почесного члена Всесвітньої психіатричної асоціації за «прояв у боротьбі зі збоченим використанням психіатрії в немедичних цілях професійної свідомості, мужності й відданості обов'язку»:17. Американська психіатрична асоціація надала Анатолію Корягіну статус почесного члена, а Королівський коледж психіатрів, який також надав йому статус члена, направив Юрію Андропову лист із проханням про звільнення Корягіна. У 1983 році Американська асоціація з розвитку науки вшанувала його премією наукової свободи та відповідальності. Зрештою Корягін був звільнений 19 лютого 1987 року.

### Засудження політичних зловживань світовою психіатричною спільнотою
Інформація про використання в СРСР психіатрії в політичних цілях досягла західних країн у 1960-ті роки. Політичне зловживання психіатрією в СРСР неодноразово викривалося на конгресах Всесвітньої психіатричної асоціації (ВПА) — у Мехіко (1971), Гонолулу (1977), Відні (1983) й Афінах (1989).
У 1971 році західним психіатрам були надані документи на 150 сторінках, що свідчили про зловживання психіатрією в політичних цілях і супроводжувалися листом В. Буковського, який просив західних лікарів вивчити шість випадків, описаних у документах (копії судово-психіатричних висновків щодо П. Григоренка, В. Файнберга, Н. Горбаневської, В. Борисова, І. Яхимовича й витяги з висновку щодо В. Кузнєцова). На підставі даних документів група британських психіатрів зробила висновок, що діагнози цим шести дисидентам виставлялися виключно з політичних мотивів. Однак на конгресі в Мехіко обговорення не відбулося, прохання Буковського розглянути ситуацію зі зловживаннями не були почуті. Радянське психіатричне товариство пригрозило вийти з ВПА, і страх, що це завдасть шкоди ВПА, був настільки сильним, що делегати в Мехіко піддалися радянському тиску. Згодом Буковський був засуджений до 7 років таборів і 5 років заслання.
У період між конгресом у Мехіко й наступним конгресом все більша кількість задокументованої інформації про зловживання досягала Заходу та все більша кількість національних психіатричних асоціацій висловлювала свою стурбованість цим питанням, але аж до наступного конгресу Всесвітня психіатрична асоціація надані докази ігнорувала та продовжувала зміцнювати дружні відносини з радянськими психіатрами.
На VI конгресі Всесвітньої психіатричної асоціації, який відбувся в 1977 році в американському місті Гонолулу (столиця штату Гаваї), Генеральна асамблея ВПА прийняла резолюцію, що засуджувала зловживання психіатрією в СРСР:
|  | Всесвітня психіатрична асоціація звертає увагу на зловживання психіатрією в політичних цілях і засуджує такі зловживання, у яких би країнах їх не здійснювали. Дана Асоціація закликає професійні об'єднання психіатрів тих країн, у яких практикуються зловживання психіатрією, засудити подібні явища й повністю їх ліквідувати. Всесвітня психіатрична асоціація вносить цю резолюцію насамперед з урахуванням вагомих свідчень систематичних зловживань психіатрією в політичних цілях у Радянському Союзі.:330 |

Тижнем раніше Всесвітня федерація психічного здоров'я сформулювала аналогічну позицію та звернулася з цього приводу до ВПА.
Також на VI конгресі Всесвітньої психіатричної асоціації прийняли рішення створити в рамках асоціації Комітет з розслідування випадків зловживання психіатрією (англ. WPA Committee to Review the Abuse of Psychiatry). Відповідно до своєї компетенції, він повинен розслідувати будь-які заявлені випадки зловживань у психіатрії. Цей комітет діє дотепер. Крім того, була прийнята Гавайська декларація (англ. The Declaration of Hawaii) — перший документ з викладом низки основних етичних норм, які стосуються діяльності психіатрів у всіх країнах.
Радянська сторона довгий час не відповідала на запити Комітету, що стосувалися тих чи інших випадків зловживань, заперечувала факти зловживань і відмовлялася дозволити іноземним спостерігачам відвідати радянські психіатричні лікарні й побачити ув'язнених. У серпні 1982 року правління Американської психіатричної асоціації розіслало всім національним товариствам психіатрів у складі Всесвітньої психіатричної асоціації лист про прийняту їм резолюцію, у якій стверджувалося:
|  | ...у разі якщо Всесоюзне наукове товариство невропатологів і психіатрів до 1 квітня 1983 року не відреагує відповідним чином на всі запити, які надходять від ВПА щодо зловживань психіатрією в цій країні, ВНТ повинно бути тимчасово позбавлене членства у ВПА доти, доки ці зловживання не припиняться. |

У ньому також повідомлялося, що американська делегація на засіданні Комісії з прав людини ООН (запланованому на лютий 1983 року в Женеві) збирається внести на розгляд Комісії проєкт резолюції, яка засуджує практику використання психіатрії в політичних цілях. У зв'язку з цим керівникам національних товариств психіатрів у разі, якщо вони підтримують позицію США, рекомендувалося направляти відповідні пропозиції до міністерств закордонних справ, членам делегацій їх країн у Комісії з прав людини ООН, до міжнародного відділу Американської психіатричної асоціації та Комітету, який займається питаннями зловживання психіатрією в міжнародному аспекті.

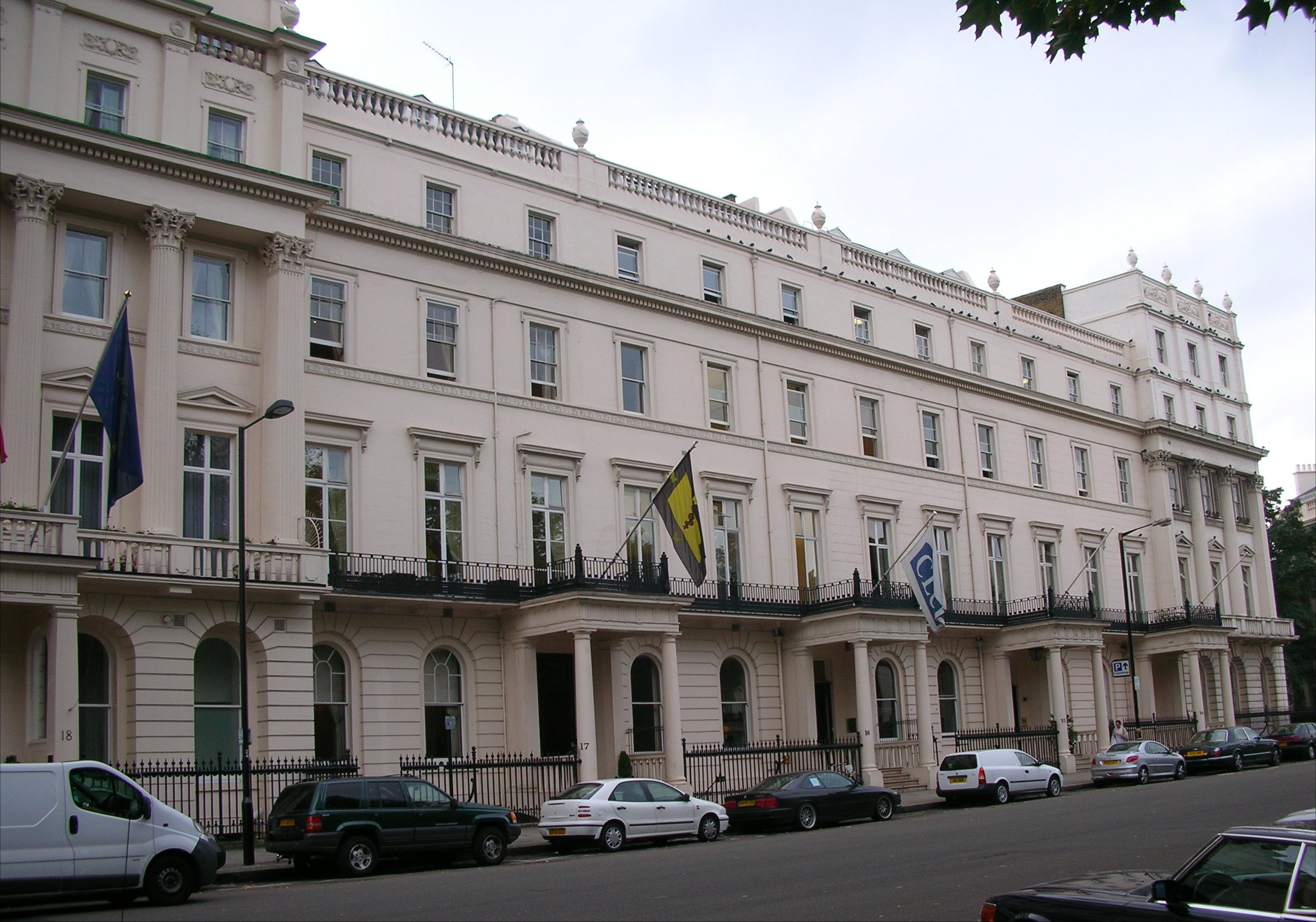
Королівський коледж психіатрів Великої Британії (будівля з жовтим прапором) на Белгрейв-сквер у Лондоні

Як і Американська психіатрична асоціація, Королівський коледж психіатрів Великої Британії теж прийняв резолюцію, яка закликала Генеральну асамблею Всесвітньої психіатричної асоціації позбавити Всесоюзне наукове товариство невропатологів і психіатрів СРСР членства у ВПА за «невиконання рішень попереднього конгресу й ігнорування запитів, що надходять від організацій». Схожа резолюція була прийнята також Датським товариством психіатрів.
Національні асоціації прийшли до думки, що 10 років прихованої дипломатії, приватних розмов з представниками радянської офіційної психіатрії та стриманих громадських протестів не позначилися на масштабі радянських зловживань і що, отже, цей підхід не приніс успіху.
У січні 1983 року кількість асоціацій — членів Всесвітньої психіатричної асоціації, які проголосували за безстрокове або тимчасове виключення з неї Всесоюзного наукового товариства, зросла до дев'яти. Оскільки ці асоціації володіли половиною голосів у керівному органі ВПА, представники СРСР були вже майже впевнені в тому, що будуть виключені з неї при голосуванні в липні:44.
У 1983 році, напередодні VII конгресу ВПА в Австрії, Всесоюзне наукове товариство невропатологів і психіатрів добровільно вийшло зі Всесвітньої психіатричної асоціації, щоб не втратити свою репутацію остаточно. Мотиви цього рішення пояснюються в записці голови КДБ СРСР Віталія Федорчука й міністра охорони здоров'я СРСР Сергія Буренкова в ЦК КПРС «Про підготовку спеціальними службами супротивника нової антирадянської акції у зв'язку зі Всесвітнім Конгресом психіатрів в Австрії, який відбудеться в 1983 році»:
|  | За отриманими КДБ СРСР даними, керівники австрійського оргкомітету з підготовки VII Всесвітнього конгресу психіатрів вважають питання про виключення СРСР з ВПА вирішеним, оскільки, за заявою професора Гофмана — члена оргкомітету, він «остаточно підготовлений до реалізації». З урахуванням обстановки, що складається, вважали б за доцільне розглянути питання про вихід ВНТ невропатологів і психіатрів з ВПА та про ігнорування його участі в VII Всесвітньому конгресі психіатрів в Австрії. |

На конгресі ВПА в Австрії була прийнята резолюція, в якій ішлося:
|  | Всесвітня психіатрична асоціація вітатиме повернення Всесоюзного товариства невропатологів і психіатрів СРСР до складу асоціації, але очікуватиме щирої співпраці й заздалегідь наданого конкретного доказу виправлення політичного зловживання психіатрією в СРСР. |

Стосунки російської психіатрії із західною налагодилися тільки в роки перебудови. У цей час у пресі активно публікувалися свідчення жертв психіатричних зловживань. Направляючи свою делегацію на афінський конгрес ВПА в 1989 році, Радянський Союз погодився визнати, що систематичні зловживання психіатрією в політичних цілях дійсно відбувалися, припинити ці зловживання й реабілітувати постраждалих. Існування в радянській психіатрії «зловживань з причин немедичного, зокрема й політичного, характеру» було офіційно визнано в «Заяві» Всесоюзного наукового товариства на афінському конгресі:433:129.
У 1989 році на конгресі ВПА в Афінах Всесоюзне наукове товариство було знову прийняте до міжнародної психіатричної спільноти. Тоді ж членом ВПА стала Незалежна психіатрична асоціація Росії — на противагу Всесоюзному науковому товариству та через глибоке незадоволення Всесвітньої психіатричної асоціації становищем справ в офіційній радянській психіатрії.
Приймаючи Всесоюзне наукове товариство до своїх лав, Всесвітня психіатрична асоціація зобов'язала його виконати кілька найважливіших умов:
1. Публічно визнавати зловживання психіатрією в політичних цілях, що відбувалися в Радянському Союзі.
2. Реабілітувати постраждалих від каральної психіатрії.
3. Прийняти закон про психіатричну допомогу й гарантії прав громадян при її наданні.
4. Не чинити перешкод процедурам інспекційної діяльності ВПА в СРСР.
5. Оновити керівництво офіційної радянської психіатрії.[25]

Для виконання даних умов 2 липня 1992 року в Росії був прийнятий Закон про психіатричну допомогу (№ 3185-1), який набрав чинності 1 січня 1993 року, було визнано використання психіатрії в політичних цілях і реабілітовано частину постраждалих. Відповідно до Закону РРФСР від 18 жовтня 1991 р. «Про реабілітацію жертв політичних репресій», особи, які з політичних мотивів були необґрунтовано поміщені до психіатричних установ на примусове лікування, підлягають реабілітації й користуються пільгами, встановленими для всіх категорій громадян, визнаних жертвами політичних репресій. Відповідно до затвердженого 16 березня 1992 року Положення про порядок виплати грошової компенсації особам, реабілітованим згідно із Законом РРФСР «Про реабілітацію жертв політичних репресій», цим громадянам повинна виплачуватися грошова компенсація. Тим самим держава визнала факти використання психіатрії в політичних цілях.
Комісія психіатрів Всесвітньої психіатричної асоціації, яка в 1991 році відвідала СРСР, під головуванням президента Британської психіатричної асоціації професора Дж. Берлі зробила висновок, що у країні ще не відбулися незворотні зміни, які повністю б забезпечували захист від необґрунтованих посягань на права людини. Керівники радянської психіатрії не збиралися серйозно реформувати систему психіатричної допомоги, і з цієї причини ВПА вирішила в 1992 році вигнати Всесоюзне товариство психіатрів зі своїх лав. Однак через розпад СРСР його стало неможливо піддати остракізму, і замість Всесоюзного товариства психіатрів до ВПА було прийнято Російське товариство психіатрів.
Спроби необґрунтовано позбавлених своїх прав людей, які зазнали зловживання у психіатрії, домогтися реабілітації, відшкодування моральної та матеріальної шкоди стикалися з небажанням органів прокуратури та судів розглядати такі справи.
Питання про притягнення до відповідальності осіб, які відігравали безпосередню роль у зловживанні психіатрією в СРСР, були проігноровані; навпаки, багато хто з них продовжували керувати радянською психіатрією та представляти її за кордоном. Жодний Всеросійський з'їзд психіатрів не виступив перед громадськістю із заявою про відповідальність радянських керівників психіатрії за зловживання, за нелюдські умови утримання людей у психіатричних закладах. На початку 1990-х років директор Центру Сербського Тетяна Дмитрієва принесла слова покаяння за безпрецедентне за масштабами використання психіатрії в політичних цілях в СРСР, яке відбувалося для дискредитації, залякування та придушення правозахисного руху і здійснювалося насамперед саме в Центрі Сербського. Однак згодом, у 2001 році у своїй книзі «Альянс права й милосердя» Дмитрієва писала, що якщо в СРСР і були зловживання у психіатрії, то не більше, ніж у західних країнах.
Зловживання психіатрією в СРСР сильно вплинуло на формування й радикалізацію антипсихіатрічного руху на Заході. За словами Юрія Савенка, ніщо не послужило антипсихіатрії більше, ніж психіатричні репресії в Радянському Союзі, що відбувалися в 1960–80-х роках, оскільки практика радянських зловживань психіатрією виявилася особливо широкомасштабною й отримала найбільшого розголосу. Питання про політичні зловживання психіатрією в СРСР сильно вплинуло й на всю світову психіатрію, зокрема на Всесвітню психіатричну асоціацію. Це питання викликало великі дискусії стосовно медичної етики та професійної відповідальності лікарів, вплинувши на Гавайську декларацію та на прийняття етичних кодексів багатьма національними психіатричними асоціаціями:475.

### Масштаби
Існують різні дані й висловлюються різні оцінки щодо масштабів використання психіатрії в політичних цілях.
Так, у 1994—1995 роках комісія московських лікарів-психіатрів відвідала психіатричні лікарні спеціального типу системи МВС у Черняховську, Санкт-Петербурзі, Казані, Орлі й Сичовці, де змогла ознайомитися з картотекою пацієнтів і вивчити деякі історії хвороби. У розпорядження комісії товариством «Меморіал» були надані списки осіб, які перебували в цих лікарнях на примусовому лікуванні у зв'язку з обвинуваченням за «політичними статтями» КК. Виявилося, що кількість пацієнтів, які піддавалися примусовому лікуванню за політичними мотивами, перевищувала дані «Меморіалу» в десятки разів: вона становила понад 2000 осіб.:29—30
Велика кількість випадків політичного зловживання добре задокументовані. Зокрема, С. Блох і П. Реддауей у книзі Soviet Psychiatric Abuse наводять задокументовані дані щодо 500 випадків зловживань. На думку Реддауея, ці випадки складають не більше 5 відсотків від числа всіх випадків політичних зловживань психіатрією протягом двох десятків років.
Історик-архівіст А. Прокопенко зазначає:
|  | ... завдяки наполегливості групи лікарів Незалежної асоціації психіатрів Росії, які зуміли ознайомитися з медичними архівами колишніх Ленінградської, Орловської, Сичовської й Черняховської тюремних психіатричних лікарень МВС СРСР і здобули копії облікових карток ув'язнених за формою № 1 МВС СРСР, можна достовірно поіменно назвати лише одну тисячу й сім сотень вісімдесят дев'ять радянських й іноземних громадян, засуджених за антирадянську пропаганду та діяльність, визнаних неосудними й відправлених на примусове лікування до «божевільних» МВС СРСР. |

Він також припускає, що «деякі розрахунки дозволяють з певною обережністю вести мову про 15–20 тисяч політичних ув'язнених психіатричних лікарень МВС СРСР» і що, вочевидь, набагато більше (ймовірно, сотні тисяч) людей стали жертвами зловживань психіатрією, будучи не політичними інакодумцями, але ставши жертвами зловживань через конфлікти з чиновниками — казнокрадами, хабарниками, бюрократами тощо.
Правозахисна організація Freedom House провела ретельне вивчення даних про 1110 політичних в'язнів, 215 з яких були поміщені до психіатричних установ. Згідно з висновками організації, реальна кількість політичних в'язнів (і, відповідно, тих з них, хто став жертвами зловживань психіатрією) була приблизно в десять разів вище.
Президент Асоціації психіатрів України С. Глузман пише:
|  | Точної статистики... зловживань психіатрією в політичних цілях не існує. Відомості, що надаються українському суспільству архівним управлінням Служби безпеки України, стосуються виключно тих громадян, які пройшли через судові процедури. Набагато більше число людей було піддано так званим позасудовим психіатричним репресіям.... |

Анатолій Собчак у своїй передмові до однієї з книг про каральну психіатрію дає таку оцінку її масштабам:
|  | Про масштабність застосування методів репресивної психіатрії в СРСР говорять невблаганні цифри й факти. За підсумками роботи комісії вищого партійного керівництва на чолі з О. М. Косигіним у 1978 році було вирішено до наявних побудувати додатково ще 80 психіатричних лікарень і 8 спеціальних. Їх будівництво мало бути завершено до 1990 року. Будувалися вони у Красноярську, Хабаровську, Кемерові, Куйбишеві, Новосибірську й інших містах Радянського Союзу. У ході змін, що відбувалися у країні в 1988 році, до ведення МОЗ з системи МВС передали 5 тюремних лікарень, а 5 ліквідували. Почалося поспішне замітання слідів шляхом масової реабілітації пацієнтів, частиною — психічно покалічених (тільки того року з обліку зняли 800 000 пацієнтів). Тільки в Ленінграді в 1991–1992 роки було реабілітовано 60 000 людей. |

Згідно з даними, опублікованими Міжнародним товариством прав людини в «Білій книзі Росії», загалом по країні жертвами зловживань психіатрією стали близько двох мільйонів людей. З 1988 року їх почали поступово виписувати з психіатричних лікарень і знімати з психіатричного обліку у психоневрологічних диспансерах з ініціативи міжнародної громадськості та Всесвітньої психіатричної асоціації.
У 1988—1989 роках на вимогу західних психіатрів як одну з умов прийняття радянських психіатрів до Світової психіатричної асоціації близько двох мільйонів людей було знято з психіатричного обліку.
За оцінкою Ван Ворена, у Радянському Союзі були поміщені до психіатричних лікарень близько третини політичних ув'язнених. З посиланням на доступні дані Ван Ворен робить висновок про те, що тисячі інакодумців були госпіталізовані з політичних мотивів. Він зазначає також, що «тисячі жертв цих політичних зловживань становили лише верхівку айсберга з мільйонів радянських громадян, які стали жертвами тоталітарної радянської психіатрії», і вказує на важкі умови перебування людей із психічними порушеннями у психоневрологічних інтернатах та психіатричних лікарнях, на масові порушення прав пацієнтів у цих установах. Ті самі проблеми, як зазначає Ван Ворен, є і в пострадянський час.

### Спроби виправдання каральної психіатрії
У радянський і пострадянський час використовувалися різні пояснення для того, щоб виправдати або заперечувати практики каральної психіатрії. У радянський період психіатри, які брали участь у репресіях, іноді стверджували, що вони таким чином рятують дисидентів від таборів і в'язниць. Однак, за словами правозахисника Подрабінека, це не відповідає дійсності, тому що самі дисиденти віддавали перевагу тюремному ув'язненню над насильницьким поміщенням до психіатричної лікарні. Примусова госпіталізація до психіатричної лікарні, на відміну від тюремного ув'язнення, не мала встановленого терміну, а умови утримання там передбачали використання психотропних препаратів, можлива була фізична фіксація, побиття. Зокрема, дисидент Олег Радзинський говорив, що боявся потрапити до спецпсихлікарні та сподівався на звичайне позбавлення волі:
|  | І там було страшно, тому що немає нічого, на мою думку, страшнішого, ніж якщо тебе визнають неосудним — тому що тоді тебе відправлять до спецпсихлікарні, де немає терміну. У таборі, у засланні тобі дають термін: ти відсидів, вийшов або тобі додали. Але там ти начебто розумієш минущість покарання, і там у тебе є якісь права. У психіатрії немає термінів — коли ти «вилікуєшся», вирішують лікарі. |

Уже після розпаду СРСР дії психіатрів намагалися пояснити їх низьким професіоналізмом, слабкою якістю освіти. Згідно з цим припущенням, дії психіатрів були наслідком помилок, а не злого умислу; вони щиро помилялися й були впевнені, що критика радянського ладу є явною ознакою психічного розладу. Однак цій версії суперечить той факт, що, за свідченнями дисидентів, психіатри у приватних бесідах зізнавалися, що не бачать у них ознак психічної хвороби, до того ж психіатри часом могли відразу визнати «вилікуваною» і виписати людину, яка погодилася співпрацювати зі спецслужбами .
Зустрічається також повне заперечення систематичної й масової практики каральної психіатрії в СРСР. Стверджується, що всі або практично всі, хто потрапив до спецпсихлікарень з політичних причин, дійсно мали психічні розлади, що не виключали наявності в них деякої інтелектуальної та творчої обдарованості, здатності нестандартно мислити, критичного ставлення до радянської влади.

### Спогади колишніх в'язнів
- Абовин-Егидес, Пётр Маркович Паралогизмы полицейской психиатрии и их соотношение с медицинской этикой [Архівовано 3 липня 2020 у Wayback Machine.]
- Белов Ю. С. Размышления не только о Сычёвке [Архівовано 5 липня 2020 у Wayback Machine.]
- Ветохин Ю. А. Склонен к побегу [Архівовано 3 липня 2020 у Wayback Machine.]
- Буковський В. К. И возвращается ветер… [Архівовано 30 листопада 2015 у Wayback Machine.]
- Горбаневская Н. Е. Полдень. Дело о демонстрации 25 августа 1968 года на Красной площади [Архівовано 19 жовтня 2013 у Wayback Machine.]
- Григоренко П. Г. В подполье можно встретить только крыс… [Архівовано 24 вересня 2015 у Wayback Machine.]
- Григоренко П. Г. Мысли сумасшедшего: Избранные письма и выступления
- К 65-летию Иосифа Бродского // Независимый психиатрический журнал.
- Кукобака М. И. Заметки о Сычёвской психбольнице
- Мальцев Ю. В. Репортаж из сумасшедшего дома [Архівовано 3 липня 2020 у Wayback Machine.]
- Медведев Ж. А., Медведев Р. А. Кто сумасшедший?
- Некипелов В. А. Институт дураков [Архівовано 3 липня 2020 у Wayback Machine.]
- Николаев Е. Б. Предавшие Гиппократа [Архівовано 23 вересня 2020 у Wayback Machine.]
- Новодворская В. И. Над пропастью во лжи [Архівовано 23 вересня 2015 у Wayback Machine.]
- Плющ Л. І. У карнавалі історії [Архівовано 5 вересня 2021 у Wayback Machine.]
- Потылицын С. А. Ум и безумие [Архівовано 7 липня 2019 у Wayback Machine.]
- Рафальский В. П. Репортаж из ниоткуда [Архівовано 25 лютого 2020 у Wayback Machine.]
- Стефанович Е. В. Дурдом
- Сірий В. “ІГРЕНЬ” фільм про каральну психіатрію в Дніпрі
- Тарсис В. Я. Палата № 7 [Архівовано 6 травня 2016 у Wayback Machine.]
- Что было: свидетельствует Наталья Горбаневская. Интервью Валерия Абрамкина [Архівовано 29 жовтня 2013 у Wayback Machine.]
- Шатравка А. И. Побег из рая [Архівовано 3 липня 2020 у Wayback Machine.]
- Шиманов Г. М. Записки из красного дома [Архівовано 5 липня 2020 у Wayback Machine.]